# Мария Эдинбургская
Мари́я Алекса́ндра Викто́рия Эдинбу́ргская (англ. Marie Alexandra Victoria of Edinburgh), в браке и вдовстве была известна как Мари́я Румы́нская (рум. Maria a României; 29 октября 1875, Иствэлл-парк — 18 июля 1938, замок Пелишор) — британская принцесса; дочь Альфреда, герцога Эдинбургского и Саксен-Кобург-Готского, и великой княжны Марии Александровны. По отцу — внучка королевы Виктории, по матери — внучка русского императора Александра II. В браке — последняя королева Румынии.
Детские и юношеские годы Мария провела на Мальте, в Кенте и Кобурге. Отказавшись от предложения своего двоюродного брата, будущего короля Георга V, в 1892 году она была выбрана в качестве будущей жены кронпринца Румынии Фердинанда — племянника бездетного короля Кароля I. После свадьбы, состоявшейся в 1893 году, и до 1914 года, когда супруг Марии стал королём, она носила титул кронпринцессы Румынии. Будучи кронпринцессой, Мария была весьма популярна в народе, имела большое влияние на своего слабовольного супруга и контролировала почти все его действия.
После начала Первой мировой войны Мария принуждала Фердинанда присоединиться к Антанте и объявить войну Германии, что он в итоге сделал в 1916 году, уже став королём. Вскоре после вступления Румынии в войну Бухарест был оккупирован Центральными державами, и Мария с мужем и детьми вынуждена была укрываться в Молдове. Там она выполняла функцию медсестры в военных госпиталях, ухаживая за ранеными и болевшими холерой солдатами. 1 декабря 1918 года провинция Трансильвания, вслед за Бессарабией и Буковиной, объединилась со Старым королевством. Мария, теперь королева Великой Румынии, участвовала в Парижской мирной конференции 1919 года, на которой произошло международное признание расширенной Румынии. В 1922 году в специально построенном соборе в древнем городе Алба-Юлия вместе с мужем Мария была коронована в ходе сложной церемонии, которая отражала их статус королевы и короля объединённого государства.
Будучи королевой, Мария была популярна как в самой Румынии, так и за рубежом. В 1926 году Мария с двумя детьми совершила дипломатическую поездку по Соединённым Штатам. Они были с энтузиазмом приняты людьми и посетили несколько городов перед возвращением в Румынию. По возвращении королева обнаружила, что её супруг Фердинанд тяжело болен; он умер несколько месяцев спустя. Став вдовствующей королевой, Мария отказалась от участия в регентском совете при малолетнем внуке Михае I, однако из политики не ушла. В 1930-е годы старший сын Марии, Кароль, ранее отказавшийся от своих прав на престол, низложил своего сына и узурпировал трон, став королём Каролем II. Кароль устранил мать с политической сцены и всеми силами стремился сокрушить её популярность, в результате чего Мария покинула Бухарест и провела остаток жизни в двух своих резиденциях. В 1937 году бывшая королева заболела циррозом и умерла в следующем году.
После того, как Румыния превратилась в Социалистическую Республику, монархия стала подвергаться нещадной критике со стороны коммунистических чиновников. Несколько биографий королевской семьи стали описывать Марию либо как пьяницу, либо как неразборчивую женщину, ссылаясь на её предполагаемые многочисленные связи и оргии, которые она якобы организовывала до и во время войны. В годы, предшествовавшие румынской революции 1989 года, популярность Марии вновь возросла. В первую очередь её помнят за работу в качестве медсестры, но также она известна обширными литературными трудами — в том числе, подвергшейся критике автобиографией.

## Ранние годы

### Рождение

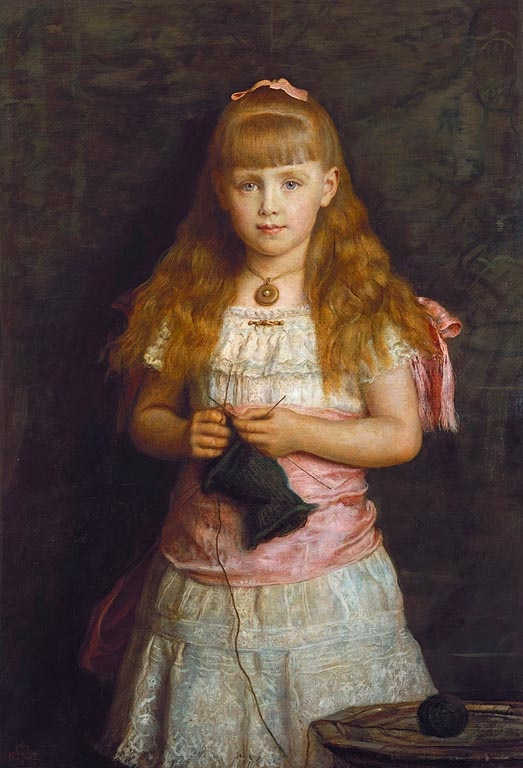
Портрет принцессы Марии кисти Джона Эверетта Милле, 1882

Мария была старшей дочерью и вторым ребёнком герцога Эдинбургского Альфреда Саксен-Кобург-Готского и великой княжны Марии Александровны; помимо Марии в семье герцога и герцогини Эдинбургских было четверо детей: сын Альфред и дочери Виктория Мелита, Александра и Беатриса. Отец Марии был вторым сыном правящей королевы Великобритании и императрицы Индии Виктории, последней представительницы Ганноверской династии на британском троне, и Альберта Саксен-Кобург-Готского, второго сына герцога Саксен-Кобург-Готского Эрнста I; дед и бабка Марии по отцу были двоюродными братом и сестрой, поскольку отец Альберта был родным братом герцогини Кентской — матери королевы Виктории. Мать Марии была единственной дочерью императора Всероссийского, царя Польского, великого князя Финляндского Александра II от его брака с Марией Гессен-Дармштадтской (в православии Марии Александровны) — дочерью великого герцога Гессенского Людвига II.
Мария появилась на свет в присутствии отца в загородной резиденции родителей Иствэлл-парк в Кенте 29 октября 1875 года в половине одиннадцатого утра. В честь рождения принцессы в Иствэлл-парке и Тауэре дали залп из орудий. Девочка была названа Марией Александрой Викторией в честь матери, бабки по отцу и деда по матери; в семье принцесса была известна под прозвищем «Мисси». Герцог Эдинбургский писал, что дочь его «обещает быть таким же прекрасным ребёнком, как и её брат, и показывает все признаки того, что её лёгкие развиты хорошо». С рождения, будучи внучкой британского монарха по мужской линии, принцесса именовалась «Её Королевское высочество принцесса Мария Эдинбургская».
Мария была крещена в частной капелле Виндзорского замка 15 декабря 1875 года; церемонию возглавлял Артур Пенри Стэнли, епископ Вестминстерский, которому помогал Джеральд Уэлсли, епископ Виндзорский. Крещение — церемония «сугубо частного характера» — состоялось на следующий день после мероприятий, приуроченных к годовщине смерти деда Марии — принца Альберта. Восприемниками Марии при крещении стали бабка принцессы по матери императрица Мария Александровна (которую представляла бабка Марии по отцу королева Виктория), тётка Марии по отцу Александра, принцесса Уэльская, двоюродная бабка по отцу Александрина, герцогиня Саксен-Кобург-Готская (которую представляла тётка Марии по отцу Елена, принцесса Шлезвиг-Гольштейнская), дядя принцессы по матери цесаревич Александр Александрович (которого представлял чрезвычайный и полномочный посол в Великобритании граф Шувалов) и дядя Марии по отцу Артур, герцог Коннаутский (которого представлял другой дядя принцессы по отцу Леопольд, герцог Олбани).

### Детство

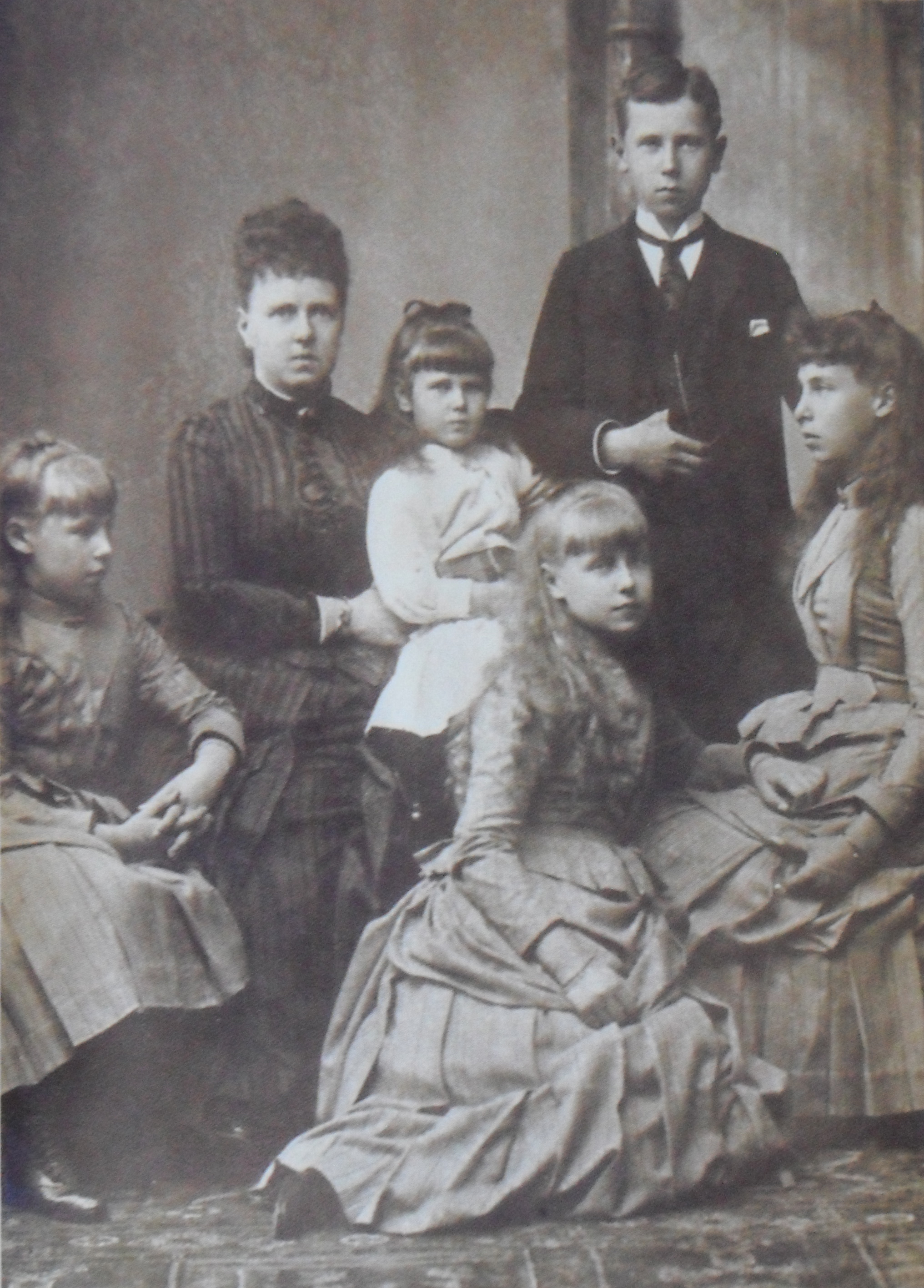
Герцогиня Эдинбургская с детьми.
Мария сидит в центре

Мария вместе с братом Альфредом и сёстрами Викторией Мелитой, Александрой и Беатрисой провела свои ранние годы в Иствэлл-парке, который их мать предпочитала официальной резиденции Кларенс-хаус. Многие годы спустя в своих мемуарах Мария с теплотой вспоминала Иствэлл-парк — обширное поместье размером в 2,5 тысячи акров с лесом и парком близ Ашфорда, где любили проводить время дети герцогской четы. К ноябрю 1876 года семья проживала во дворце Сан-Антон на Мальте, где родилась младшая сестра Марии Виктория Мелита, однако вскоре после «счастливого события» герцогская чета с детьми вернулась в Англию и оставалась здесь до 1886 года.
Герцог Эдинбургский большую часть времени отсутствовал в жизни своих детей из-за своего положения в военно-морском флоте, вследствие чего их воспитанием занималась исключительно мать, имевшая независимый характер и нетипичное для королевской семьи образование и считавшаяся слишком надменной при дворе в частности и в лондонском обществе в целом. Позднее Мария утверждала, что не знала даже какого цвета волосы у отца, пока не увидела их на портрете, и считала, что они гораздо темнее, чем были на самом деле. Кроме того, брак герцогской четы не был счастливым: Альфред был неразговорчивым, изменял жене, был склонен к алкоголизму и эмоционально оторван от своей семьи. Тем не менее, в редкие визиты к семье Альфред старался проводить побольше времени с детьми и придумывал различные игры.
Герцогиня Эдинбургская была ярой сторонницей разделения поколений, и Мария горячо сожалела, что мать никогда не позволяла поговорить с ней «на равных». Хотя герцогиня была несентиментальной и строгой, она была преданной матерью и самым важным человеком в жизни своих детей. По воле матери Мария и её сёстры обучались французскому языку, который они ненавидели и редко когда-либо говорили на нём. Вместе с тем, в целом герцогиня пренебрегала образованием своих дочерей, считая их не очень умными или одарёнными. Им было разрешено читать вслух, но в областях живописи и графики — областях, в которых они унаследовали талант королевы Виктории — девочки получили только поверхностные знания. Все дети герцогской четы были крещены и воспитывались в англиканстве, что немало огорчало их мать, исповедовавшую православие.
Из всех своих братьев и сестёр Мария была наиболее близка с сестрой Викторией Мелитой, несмотря на то, что они были совершенно разными как внешне, так и по характеру: Виктория Мелита была темноволосой и угрюмой, в то время как Мария была блондинкой с лёгким нравом; кроме того, Виктория Мелита, которая была младше сестры на год, была выше и выглядела старше Марии. Когда семья была в сборе, герцогская чета часто принимала членов королевской семьи в Иствелл-парке, приглашая почти ежедневно их на завтраки, благодаря чему Мария и Виктория Мелита стали подружками невесты на свадьбе их тётки Беатрисы и Генриха Баттенберга в 1885 году. Среди друзей детства Марии с подачи Марии Александровны были многочисленные русские кузены и кузины: старшие дети императора Александра III, брата герцогини Эдинбургской, — Никки, Джорджи и Ксения (младшие Миша и Ольга были слишком малы для Эдинбургских принцесс), а также дети другого брата Марии Александровны, великого князя Владимира Александровича.

### Юность
В январе 1886 года, когда принцессе было десять лет, Альфред был назначен главнокомандующим средиземноморской военно-морской эскадры, базировавшейся на Мальте, и следующие три года семья провела во дворце Сан-Антон. Мария запомнила время, проведённое на Мальте, как «самое счастливое воспоминание» жизни. Здесь принцесса впервые влюбилась: её возлюбленным стал капитан герцогской яхты HMS Surprise Морис Бурк, один из сыновей графа Мейо, которого Мария ласково называла «капитан Дорогуша». Чувства принцессы были велики и она впадала в приступы ревности, если капитан уделял одной из её сестёр больше внимания, чем ей самой. Герцогская чета была очень любима на Мальте, поэтому дворец Сан-Антон часто был полон гостей. Мария и Виктория Мелита получили в подарок от матери белых лошадей и почти ежедневно (кроме субботы) совершали верховые прогулки на местном ипподроме. В первый год пребывания на Мальте образованием и воспитанием принцесс занималась французская гувернантка, но в последующие годы из-за слабого здоровья она была заменена на более молодую немку. На Мальте время от времени Мария с сёстрами виделась с Георгом Уэльским, вторым сыном Уэльской четы, который также служил во флоте; для принца даже была приготовлена отдельная комната во дворце родителей Марии. Георг называл троих старших эдинбургских кузин «тремя самыми дорогими» принцессами, но более расположен был именно к Марии, к которой сватался в 1890-х годах.

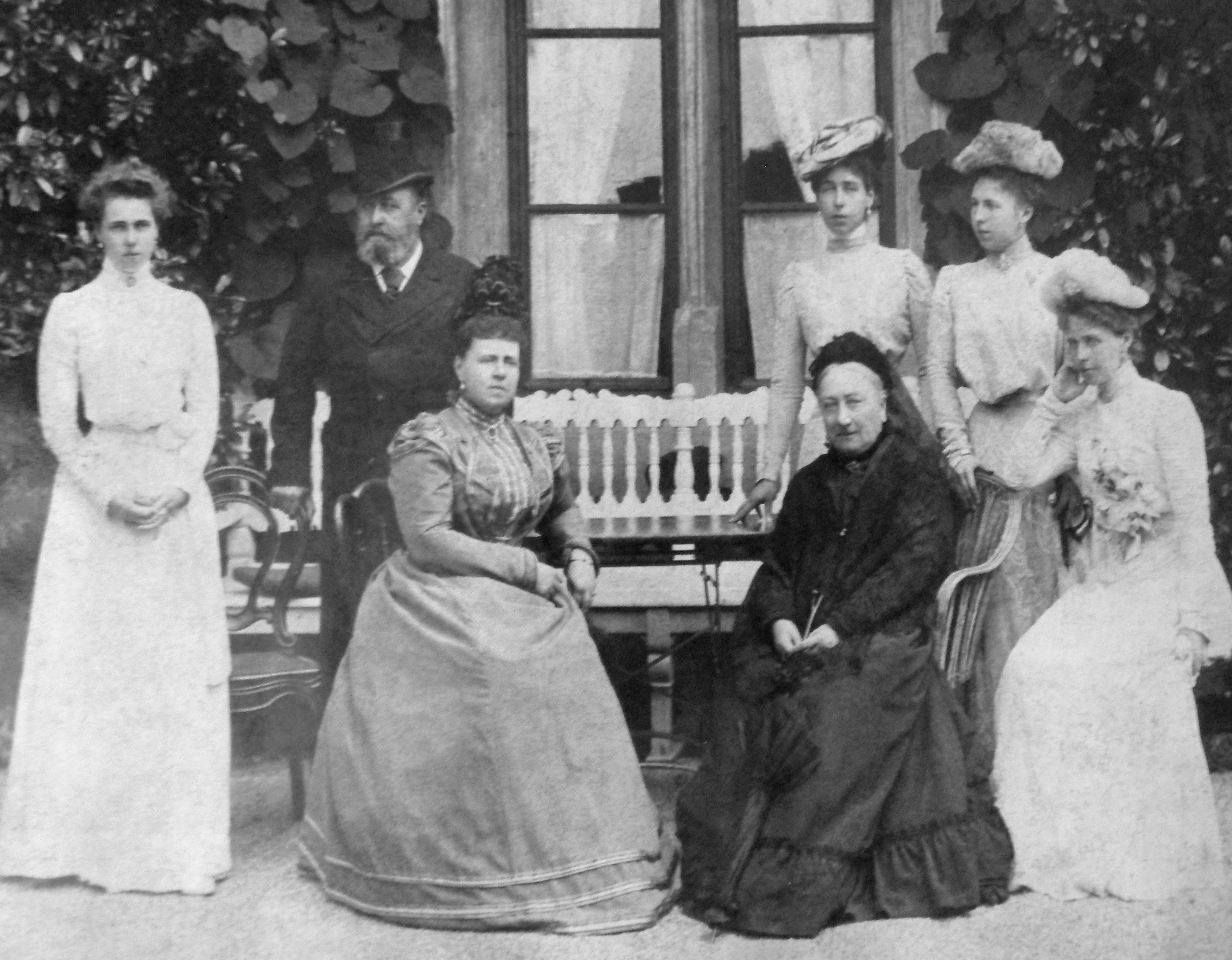
Герцог Саксен-Кобург-Готский с женой, дочерьми и вдовствующей герцогиней Саксен-Кобург-Готской в замке Розенау, 1893/1894 год.
Слева направо: принцесса Беатриса, герцог Альфред, герцогиня Мария Александровна, вдовствующая герцогиня Александрина, принцесса Виктория Мелита, принцесса Александра и принцесса Мария

Принц Альфред по отцу приходился внуком Эрнсту I Саксен-Кобург-Готскому и имел права на его герцогство. Дядя Альфреда, Эрнст II, герцог Саксен-Кобург-Готский, был бездетен, таким образом все права на герцогство переходили к детям его покойного младшего брата принца Альберта и королевы Виктории. Старший сын Альберта, Эдуард, принц Уэльский, отказался от прав на герцогство во избежание создания личной унии Саксен-Кобург-Готы и Великобритании, когда он унаследует британский трон. Таким образом, отец Марии стал предполагаемым наследником бездетного дяди. В 1889 году по приглашению Эрнста II Альфред перевёз семью в Кобург. Позднее Мария вспоминала, что переезд в Кобург стал «воистину, концом счастливой, радостной и безоблачной жизни, жизни без разочарований или заблуждений и без каких-либо нестройных нот». Герцога Эрнста Мария описывала как человека, имевшего «свои странности», но в целом приятного, а его двор был менее строгим, чем другие немецкие дворы того времени. По прибытии в Кобург Мария Александровна, имевшая прогерманский настрой, стала пытаться «германизировать» дочерей: она наняла для них новую гувернантку, обновила гардероб, а также заставила их пройти обряд конфирмации в лютеранской церкви, хотя ранее дети исповедовали англиканство. Детям новшества, введённые матерью, не нравились и они открыто бунтовали; в конечном итоге, для них были сделаны некоторые послабления. Лето семья проводила в замке Розенау ; зимой развлечение детей организовывала Мария Александровна, катаясь с ними на коньках и играя в различные игры.
В Кобурге образованию принцесс было уделено больше внимания, в частности, больше времени отводилось на живопись и музыку, которые преподавали Анна Мессинг и госпожа Хелфрих соответственно. По четвергам и воскресеньям Мария с сёстрами отправлялась в театр Кобурга, который пришёлся им по душе. Мария и Виктория Мелита часто наблюдали за друзьями своего брата и комментировали, кто им больше нравится — аспект, который принцесса считала неизбежным в жизни девочек, у которых есть братья.

## Кронпринцесса Румынии

### Брак

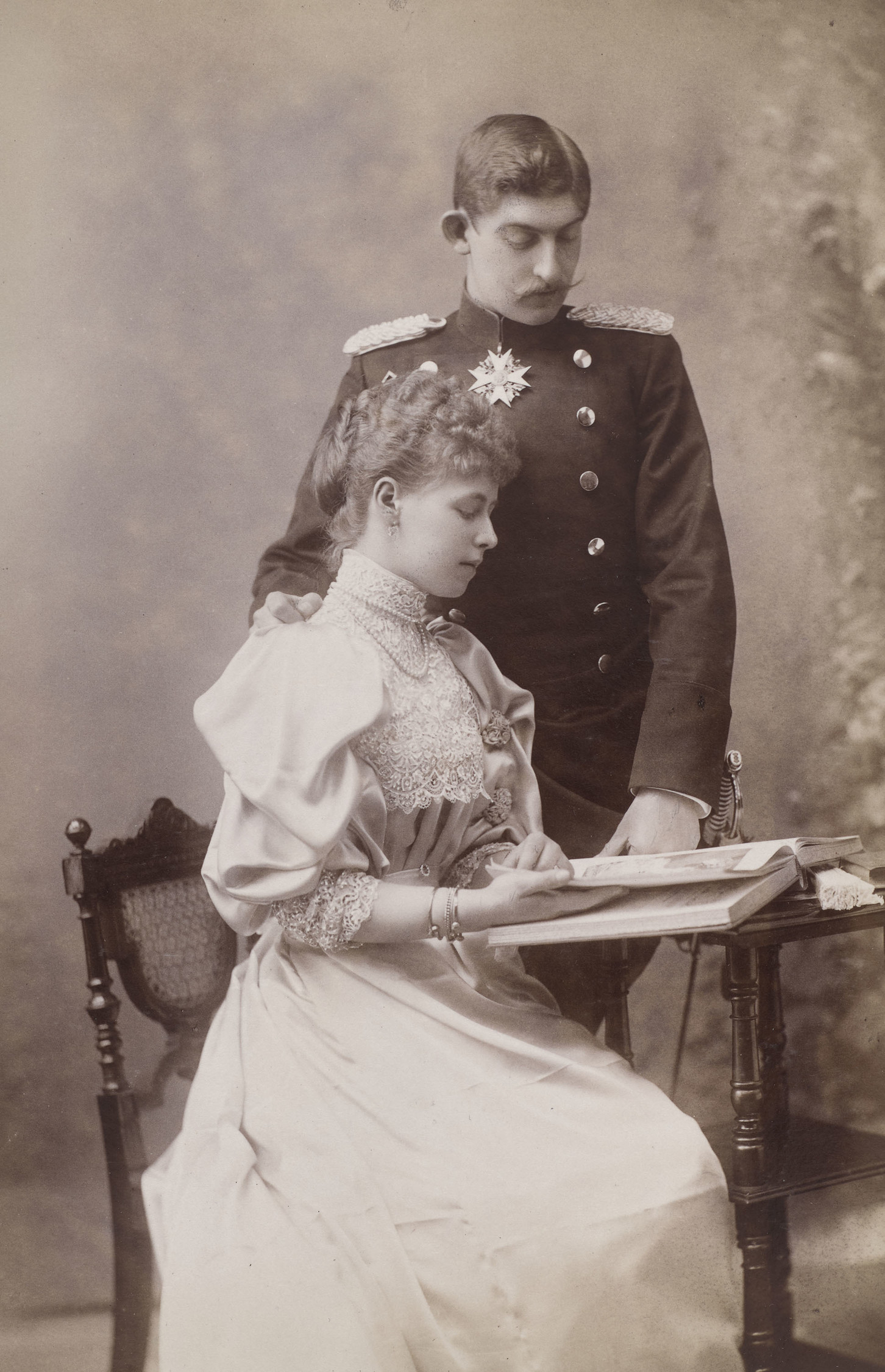
Фердинанд и Мария, кронпринц и кронпринцесса Румынии, 1893 год

С возрастом Мария превратилась в «милую молодую женщину» с «сияющими голубыми глазами и шелковистыми светлыми волосами», благодаря чему брака с ней искали сразу несколько представителей королевских династий, в том числе и её кузен Георг Уэльский, который в 1892 году стал вторым в очереди на трон после отца. Брак Георга и Марии одобрили королева Виктория, Эдуард, принц Уэльский, и Альфред, герцог Эдинбургский, однако Александра, принцесса Уэльская, и Мария Александровна, герцогиня Эдинбургская, выступили резко против. Матери Георга не нравился прогерманский настрой семьи Марии, а мать принцессы, в свою очередь, не желала, чтобы её дочь осталась навсегда в Англии — стране, где к самой Марии Александровне относились холодно. Кроме того, герцогиню возмущал тот факт, что принцесса Уэльская, чей отец был мелким немецким принцем до того, как был призван на датский трон, была выше в порядке старшинства, чем сама Мария Александровна — дочь российского императора. Мария Александровна была против этого союза ещё и потому, что Русская православная церковь, к которой принадлежала герцогиня, не разрешала браки между двоюродными братьями и сёстрами. Всё это привело к тому, что, когда Георг сделал Марии предложение, она заявила ему, что брак невозможен, и он должен оставаться её «любимым другом». Королева Виктория посчитала, что Георг слишком долго тянул с предложением, поэтому и «потерял Мисси».
Примерно в то же время, когда Георг просил руки Марии, король Румынии Кароль I подыскивал для своего племянника и наследника престола кронпринца Фердинанда подходящую невесту, которая должна была обеспечить преемственность и сохранение трона в руках династии Гогенцоллерн-Зигмаринген. Вероятно, исходя из перспективы устранения напряжённости между Россией и Румынией в вопросе контроля над Бессарабией, герцогиня Эдинбургская предложила дочери встретиться с кронпринцем. Мария и Фердинанд впервые встретились во время гала-ужина и пообщались на немецком языке; принцесса посчитала кронпринца застенчивым, но дружелюбным, и их вторая встреча прошла в том же ключе. Как только пара была официально обручена в 1892 году, королева Виктория написала другой своей внучке, Виктории Гессенской и Прирейнской, что «[Фердинанд] хороший, и родители его очаровательны — но страна очень нестабильна, а аморальность общества в Бухаресте довольно ужасна. Конечно, брак будет отложен на некоторое время, пока Мисси не исполнится 17 [лет] в конце октября!» Вдовствующая немецкая императрица Виктория, тётка Марии, писала своей дочери Софии: «Мисси до сих пор вполне довольна, но бедный ребёнок так молод, и как она может знать, что её ждёт?» В конце 1892 года король Кароль посетил Лондон, чтобы встретиться с герцогом Эдинбургским и королевой Викторией, которые окончательно согласились на брак; здесь же дядя жениха был посвящён в рыцари Подвязки.

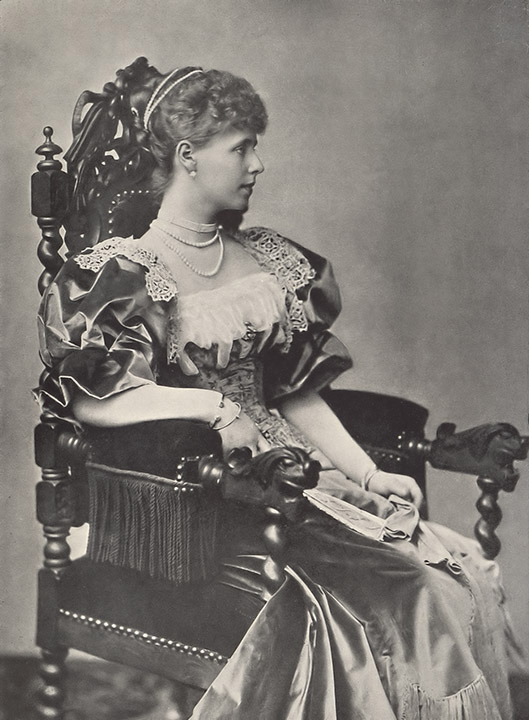
Мария, кронпринцесса Румынии, 1893 год. Первая фотография Марии, сделанная в Румынии

10 января 1893 года Мария и Фердинанд сочетались браком в замке Зигмаринген во время трёх церемоний: гражданской, католической (религии жениха) и англиканской. Гражданская церемония была проведена в Красном зале замка Карлом фон Венделем, а германский император Вильгельм II, кузен Марии, первым из присутствующих свидетелей подписал акт о браке. Католическая церемония состоялась в четыре часа вечера в городской церкви, Марию к алтарю вёл отец. Англиканская церемония была более скромной и проводилась в одной из палат замка. Несмотря на то, что король Кароль предоставил паре только «медовый день» (один день медового месяца), Мария и Фердинанд провели несколько дней в замке в Краухенвисе в Баварии. Оттуда молодожёны отправились к румынскому двору, но их путешествие было прервано остановкой в Вене, где они посетили императора Франца Иосифа. Из-за растущей напряжённости между Австрией и Румынией (встреча состоялась во время продолжающегося продвижения Трансильванского меморандума), визит супругов был кратким, и они прибыли в пограничный город Предял после ночного пересечения Трансильвании на поезде. Мария была тепло встречена народом Румынии, жаждавшим более личной монархии.

### Семейная жизнь
Первые годы семейной жизни Марии и Фердинанда были тяжёлыми, и позднее она говорила супругу: «так стыдно, что нам пришлось потратить столько лет нашей молодости, чтобы научиться жить вместе!» Постепенно отношения пары стали ближе, благодаря сердечной дружбе: Мария оказывала супругу уважение, которое, как она считала, он должен был получать как мужчина, а позднее и как король; Фердинанд же уважал жену, потому что считал, что она лучше понимает мир, чем он сам. В конце концов, Мария пришла к выводу, что она и Фердинанд были «лучшими партнерами, самыми верными компаньонами, но наша жизнь переплетается только в определённых вопросах». Фердинанду нравилось видеть жену во время военных маршей, и потому её часто приглашали на подобные мероприятиях.

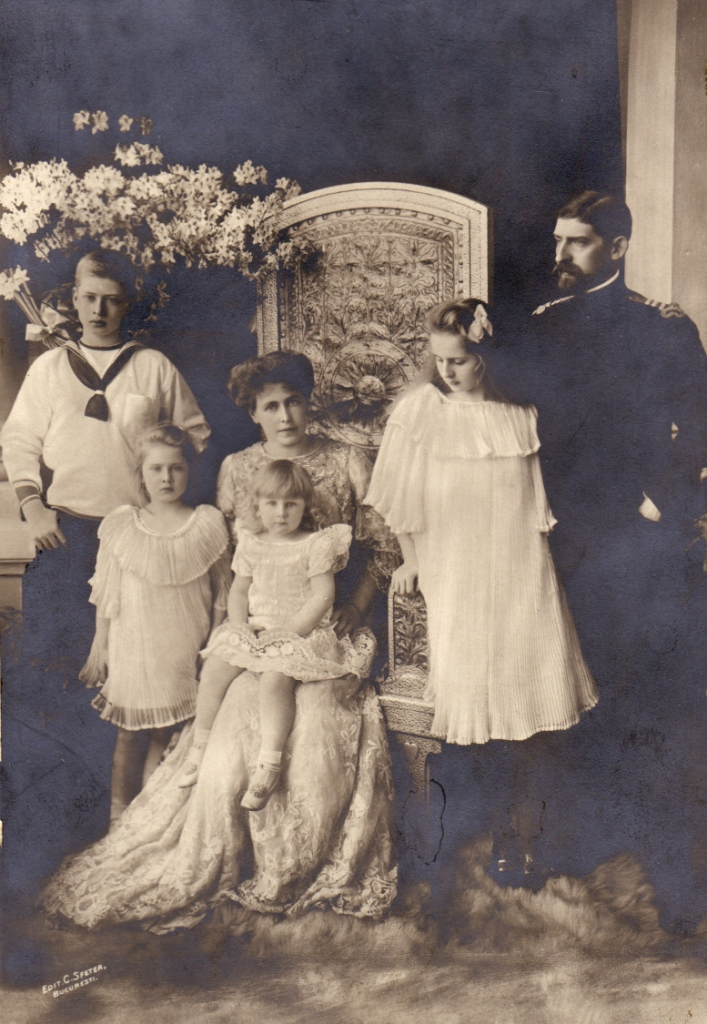
Фердинанд I и Мария с сыном Каролем и дочерьми Елизаветой, Марией и Илеаной, 1913—1914 год

Своего первого ребёнка, принца Кароля, Мария родила всего через девять месяцев после свадьбы — 15 октября 1893 года. Хотя Мария попросила использовать хлороформ для облегчения родов, врачи отказали ей, поскольку считали, что женщина должна испытывать боль при родах «в плату за грехопадение Евы». После вмешательства матери Марии и королевы Виктории король Кароль I распорядился, чтобы принцессе позволили облегчить роды хлороформом. Мария не получила радости от рождения своего первенца, позже написав, что она «желала только отвернуться к стене» после родов. И хотя жена Кароля I Елизавета постоянно напоминала Марии, что роды — «самый славный момент в жизни Марии», в самой принцессе материнский инстинкт проявился только после рождения в 1894 году второго ребёнка — дочери Елизаветы. Окончательно привыкнув к жизни в Румынии, Мария смогла радоваться рождению других её детей: Марии (1900), Николая (1903), Илеаны (1909) и Мирчи (1913).
Король Кароль и его жена забрали двоих старших детей из под опеки Марии, посчитав неуместным, чтобы их воспитывали молодые родители. Действия королевской четы были небезосновательными: Мария настолько любила своих детей, что ей было трудно даже ругать их время от времени, и, таким образом, принцесса была не в состоянии должным образом контролировать детей. Дети Марии и Фердинанда обучались в частном порядке, как это было принято в королевских семьях, но в силу того, что королевский двор не смог организовать для них надлежащее образование, они выросли с устаревшими мировоззрениями; премьер-министр Ион Георге Дука позднее писал, что «всё выглядело так, словно король Кароль I желал, чтобы у Румынии были наследники, совершенно не готовые к правлению».

### Придворная жизнь

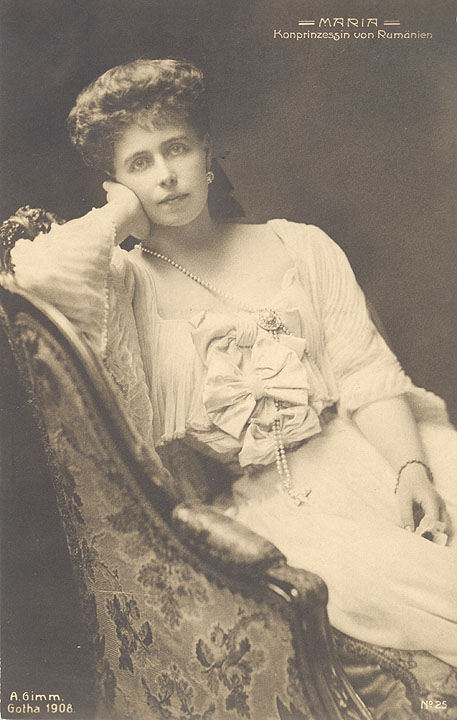
Почтовая открытка с изображением Марии, кронпринцессы Румынии, изданная в 1908 году в Готе.
Фото сделано в Лондоне Барнетт, Генри Уолтер приблизительно в 1902 году

Первоначально Марии было сложно привыкнуть к жизни в Румынии: её личность и «приподнятое настроение» часто вызывали споры при дворе, а самой ей не нравилась строгая атмосфера в семье. Мария писала, что «её отправили в Румынию не для того, чтобы она была обожаемой и избалованной… она приехала, чтобы быть частью машины, которой управлял король Кароль. Она была привезена, чтобы быть переделанной и переученной согласно великой человеческой концепции вещей». Описывая свои первые дни в Румынии, Мария отмечала, что «в течение долгих часов [она] хандрила, в то время как [её] молодой муж справлял свою военную службу, совсем одна в комнатах, которые ненавидела — гнетущих немецких покоях». Тётка Марии, вдовствующая императрица Германии Виктория, писала своей дочери греческой кронпринцессе Софии, которая была несчастлива в браке: «Мисси в Румынии больше заслуживает жалости, чем ты. Король — большой тиран в своей семье, и [он] раздавил независимость в Фердинанде, так что никто не заботится о нём, и его красивая и одарённая маленькая жена, я боюсь, попадёт в передрягу, и, как бабочка, вместо того, чтобы парить над цветами, сожжёт свои красивые крылья, подлетая близко к огню!» Легко научившись говорить на румынском языке, Мария последовала совету своей матери и стала тщательно относиться к выбору одежды и проявлять уважение к православным ритуалам.
Мария и Фердинанд по рекомендации короля Кароля поддерживали отношения лишь с ограниченной группой друзей, и кронпринцессу огорчало, что её семейный круг сводился только к королю и Фердинанду, «который пребывал в огромном благоговении перед железным стариком, вечно дрожащий от того, что любое её действие может вызвать недовольство этого связанного долгом главы семьи». В литературно-критическом британском журнале The Times Literary Supplement писали, что Мария обнаружила, что «с момента прибытия в Бухарест находится под опекой сурового и дисциплинированного короля Кароля I».
В 1896 году Мария и Фердинанд переехали во дворец Котрочень, который был расширен румынским архитектором Григоре Черчесом и который Мария обустроила по собственному замыслу. В следующем году Фердинанд заразился брюшным тифом, несколько дней пребывал в бреду и, несмотря на все усилия своего врача, был близок к смерти. В это время Мария обменивалась многочисленными письмами со своей семьёй в Британии, в которых было ясно видно, что принцесса напугана перспективой потери супруга. Хотя в случае смерти Фердинанда у короля всё ещё оставался наследник в лице принца Кароля, тот был слишком молод, что в будущем могло привести к некоторым проблемам; таким образом, вся семья отчаянно желала, чтобы Фердинанд выздоровел. Когда Фердинанд пошёл на поправку, Мария перевезла его для окончательного восстановления после болезни в синайский замок Пелеш. И хотя кронпринц выздоровел, супруги не смогли присутствовать на торжествах по случаю бриллиантового юбилея королевы Виктории, проходивших в Лондоне летом 1897 года. Во время выздоровления Фердинанда Мария проводила большую часть времени с детьми, отправляясь с ними на длительные прогулки или собирая цветы в саду. Зиму 1897—1898 годов Мария с супругом провела вместе с русской императорской семьёй во Французской Ривьере, где принцесса наслаждалась конными прогулками несмотря на холодную погоду.

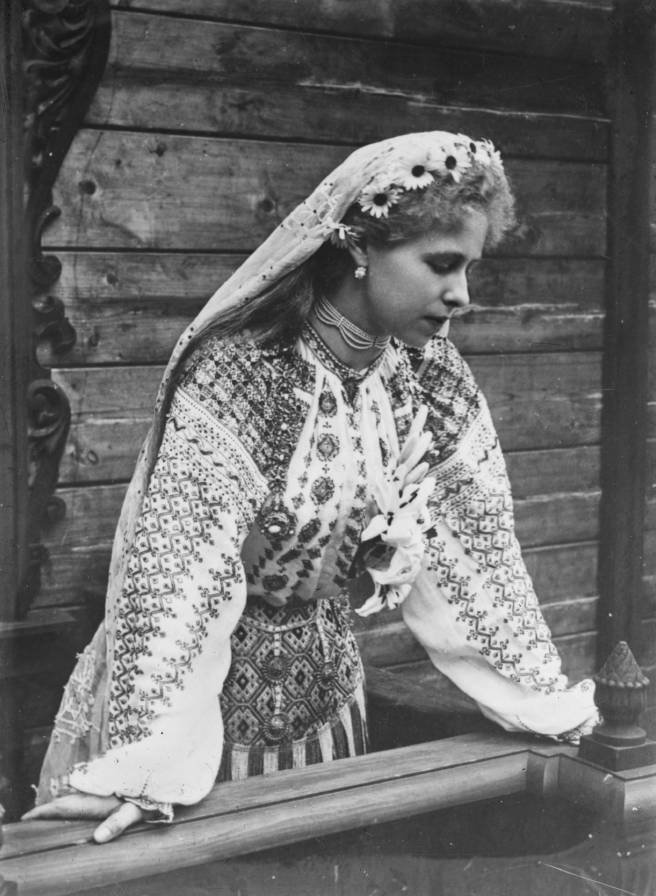
Кронпринцесса Мария в румынском платье, ок. 1900—1916 годов

Примерно в 1897—1898 годах Мария познакомилась с лейтенантом Георге Кантакузином — членом, хотя и по внебрачной линии, древней румынской княжеской семьи и потомком господаря Валахии Щербана I Кантакузина; Георге внешне не был привлекательным мужчиной, но имел хорошее чувство юмора и стиля, а также был талантлив в верховой езде. Между Марией и лейтенантом установилась связь, обществом принятая как романтическая, из-за чего принцесса вынуждена была разорвать с Кантакузином все отношения. Несмотря на то, что мать Марии осудила поведение дочери в отношении Георге, Мария Александровна позволила ей приехать в Кобург, когда в 1897 году принцесса, по-видимому, забеременела: историк Джулия Геларди считает, что Мария родила ребёнка в Кобурге, но он либо был мертворождённым, либо был отправлен сразу после появления на свет в приют. Также ходили слухи, что вторая дочь Марии, прозванная в семье Миньон, была рождена не от кронпринца Фердинанда, а от лейтенанта Георге Кантакузина. В последующие годы Марии приписывали ряд других романов: с великим князем Борисом Владимировичем, Уолдорфом Астором, будущим премьер-министром Румынии Барбу Штирбеем и Джо Бойлом. В 1903 году Фердинанд и Мария открыли Пелишор — замок в стиле модерн в Синае, подаренный супругам королём Каролем I. Мария была шокирована тем, с какой жестокостью было подавлено крестьянское восстание в Румынии 1907 года, но узнала она об этом уже тогда, когда ничего сделать было нельзя. В знак солидарности с народом Румынии кронпринцесса стала часто одеваться в народный костюм — как дома, так и на публике — инициировав, таким образом, новую модную тенденцию среди молодых аристократок.
29 июня 1913 года Болгария объявила войну Греции, начав, таким образом, Вторую Балканскую войну. 4 июля Румыния вступила в конфликт на стороне Греции. Война, продолжавшаяся чуть больше месяца, усугубилась эпидемией холеры; позднее Мария стала рассматривать свою первую встречу с эпидемией как поворотный момент в жизни. Благодаря поддержке доктора Иона Кантакузино и сестры Пуччи, сестры Красного креста, Мария путешествовала между Румынией и Болгарией, протягивая руку помощи в госпиталях, что в дальнейшем помогло ей подготовиться к грядущей войне. В результате войны Румыния получила Южную Добруджу, в том числе и прибрежный город Балчич, в котором несколько лет спустя Мария обустроила свою резиденцию. Вскоре после окончания войны король Кароль I тяжело заболел.
28 июня 1914 года в Сараеве был убит наследник австро-венгерского престола Франц Фердинанд. Это стало шоком для Мария и её семьи, отдыхавших в Синае, когда новость дошла до них. 28 июля Австро-Венгрия объявила Сербии войну и, как считала Мария, «мир во всем мире был разорван в клочья». 3 августа в Синае Кароль I собрал королевский совет Румынии, на котором решался вопрос о вступлении страны в войну; Кароль собирался поддержать Германию и Центральные державы, однако совет выступил против. Вскоре после отказа совета болезнь короля обострилась, и он окончательно слёг. Политическая обстановка была такова, что даже обсуждалось возможное отречение Кароля I в пользу племянника, но 10 октября 1914 года Кароль I скончался, и Фердинанд автоматически стал королём.

## Королева Румынии

### Первая Мировая война
11 октября 1914 года Фердинанд I и Мария были провозглашены королём и королевой палатой депутатов Румынии. Принцесса Анна Мария Каллимачи, близкая подруга Марии Эдинбургской, писала: «будучи кронпринцессой, [Мария] была популярна; став королевой, она стала более любима». Мария сохраняла влияние как на мужа, так и на весь двор: историк Александр Левви Истерман писал, что «не [Фердинанд] правил в Румынии, а Мария». Фердинанд и Мария совместно решили не вносить больших изменений при дворе и позволить людям принять переход от одного режима к другому без принуждения; таким образом, многие из слуг Кароля I и Елизаветы Нойвидской сохранили рабочие места — удалось это сделать даже тем, кто не очень нравился новой королевской чете. К моменту восшествия Фердинанда I на престол, правительство возглавлял представитель национал-либеральной партии Ионел Брэтиану; с помощью Брэтиану Мария оказала давление на мужа по поводу войны; одновременно с этим, она связалась с различными правящими родственниками в Европе и заключила сделку с лучшими условиями для Румынии в случае, если страна вступит в войну. Пока не было принято окончательное решение, королева выступала за союз с Антантой, в которую входили сразу две страны — Россия и Великобритания — с которыми Марию связывали близкие родственные узы. Румыния сохраняла нейтралитет, который также имел свои опасности, но при этом, вступление в войну на стороне Антанты означало, что королевство станет защитным «буфером» при возможных атаках на Россию.

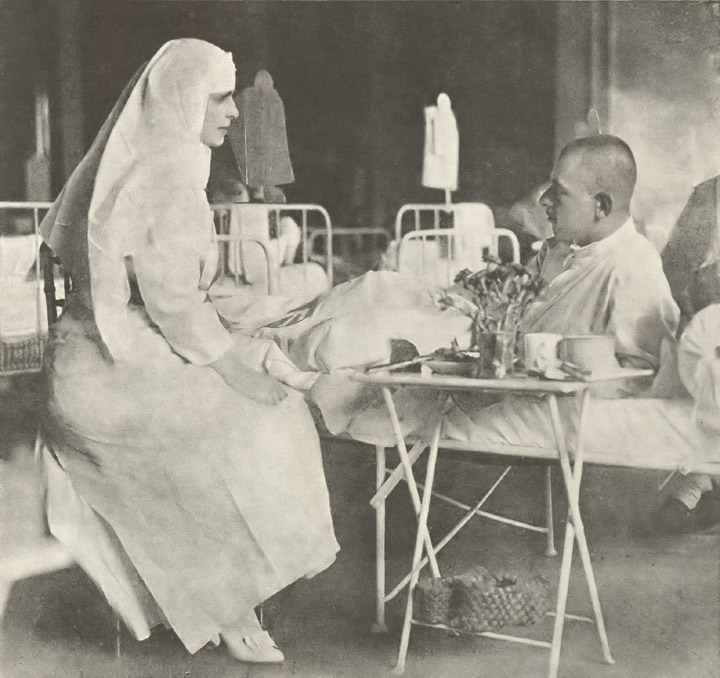
Мария посещает военный госпиталь, 1917 год

Несмотря на усилия Марии, Фердинанд колебался и, в конце концов, королева потребовала от супруга в недвусмысленных выражениях, чтобы он вступил в войну; это заставило французского министра в Румынии Огюста Феликса де Бопуи, графа Сен-Аулера, отметить, что Мария была дважды союзником французов: по рождению и по зову сердца. Фердинанд уступил жене и 17 августа 1916 года подписал договор с Антантой, а уже 27 августа Румыния официально объявила войну Австро-Венгрии. Сен-Аулер писал, что Мария «приняла войну так, как другие принимают религию». Сообщив детям о вступлении Румынии в войну, Фердинанд и Мария уволили своих немецких слуг, которые могли оставаться на службе только в качестве «военнопленных». В начале войны королева участвовала в оказании помощи Румынскому Красному кресту и ежедневно посещала госпитали. За первый месяц боевых действий Румыния провела не менее девяти боёв, часть из которых проходила на румынской земле.
2 ноября 1916 года младший сын Марии, Мирча, скончался от брюшного тифа в Буфте близ Бухареста. Мария, обезумевшая от горя, записала в своём дневнике: «Будет ли кто-то ещё таким же?» Смерть мальчика совпала с тяжёлым военным положением для Румынии: вражеские войска подходили к Бухаресту, а ожесточённые бои шли уже вблизи города. Не имея другого выхода, королевская семья наспех похоронила принца на территории дворца Котрочень, а затем, в декабре 1916 года, отправилась в изгнание в город Яссы, старую столицу Молдовы, располагавшуюся на неоккупированной части северо-восточной Румынии. Находясь в Яссах, Мария продолжила оказывать помощь госпиталям: ежедневно она облачалась в форму медсестры, отправлялась на местную железнодорожную станцию, куда прибывали раненые солдаты, и переправляла их в госпитали.
После окончания революции в России в начале ноября 1917 года и победы большевиков, Румыния стала, по словам дипломата Фрэнка Раттиган, «островом, окруженным со всех сторон врагом, без надежды на помощь со стороны союзников». Вскоре после этого, 9 декабря 1917 года, Фердинанд I подписал соглашение о перемирии, прекратившее военные действия между Румынией и Центральными державами. Мария считала договор опасным, в то время как Брэтиану и Штирбей рассчитывали с его помощью выиграть больше времени; последующие события показали, что опасения королевы были не напрасны. В 1918 году Мария яростно выступила против подписания сепаратного мира в Бухаресте, благодаря чему её стали описывать как «единственного настоящего мужчину в Румынии». 11 ноября 1918 года было подписано Компьенское перемирие, остановившее военные действия в Европе и, фактически, завершившее Первую мировую войну.

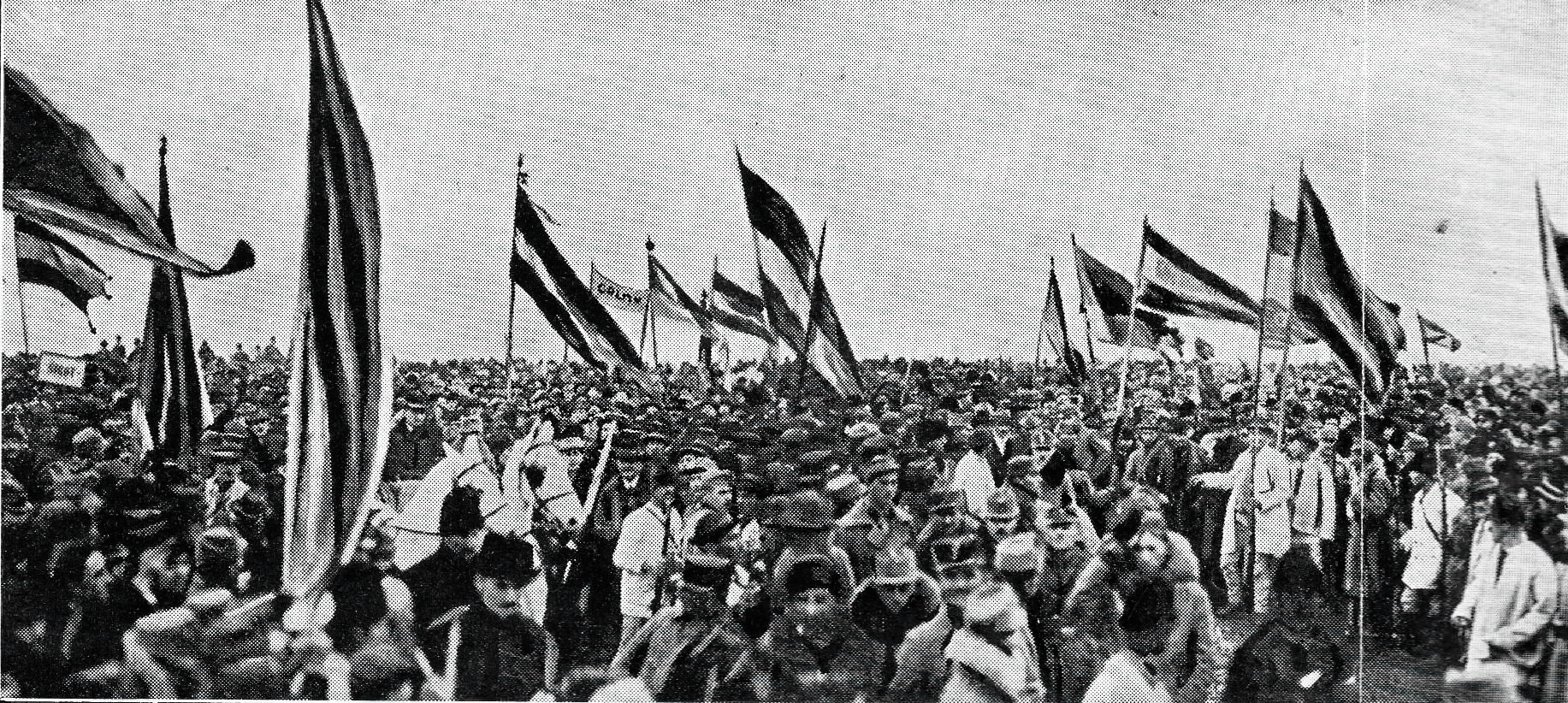
Ассамблея в Алба-Юлии, 1918 год

В десятом веке Венгерское княжество начало завоевывать Трансильванию, которую венгры полностью заняли примерно в 1200 году. В то же время, в сознании румын, проживавших в Трансильвании, сформировалась идея Великой Румынии; эту идею ещё до войны поддерживал премьер-министр Брэтиану. В 1918 году Бессарабия и Буковина проголосовали за союз с Румынией; ассамблея состоялась в древнем городе Алба-Юлия 1 декабря 1918 года, где румынский политик Василь Голдиш зачитал резолюцию о присоединении Трансильвании и Буковины к Старому королевству. Этот документ, поддержанный румынскими, а также саксонскими депутатами, учредил Высокий национальный совет Румынии (рум. Marele Sfat Național Român) для временного управления провинциями. Мария писала: «мечта о România Mare, похоже, становится реальностью… всё это так невероятно, что я вряд ли посмею в это поверить». После ассамблеи Фердинанд и Мария вернулись в Бухарест, где их встретило всеобщее ликование: «день дикого, безумного энтузиазма, когда оркестры гремят, войска маршируют, а люди аплодируют». Союзные войска приняли участие в праздновании, и счастливая Мария наконец увидела Антанту, впервые ступившую на румынскую землю.

### Парижская мирная конференция
Она великолепна, и мы, вопреки протоколу, высказывали наше восхищение. День оставался серым, но королева Мария несла в себе свет.
Поскольку Фердинанд I под давлением жены отказался подписать Бухарестский договор и Румыния была враждебно настроена по отношению к Центральным державам до самого конца войны, ей было обеспечено место среди стран-победителей на Парижской мирной конференции. Официальную делегацию возглавил Брэтиану, который только вступил в свой третий срок в качестве премьер-министра. Жёсткость Брэтиану в сочетании с нежеланием премьер-министра Франции Жоржа Клемансо не обращать внимания на согласие Фердинанда с Бухарестским договором привели к открытому конфликту, и румынская делегация покинула Париж, к большому разочарованию «Большой четверки». В надежде урегулировать ситуацию, Сен-Аулер предложил вместо этого направить на конференцию королеву Марию, что сама она восприняла с восторгом.

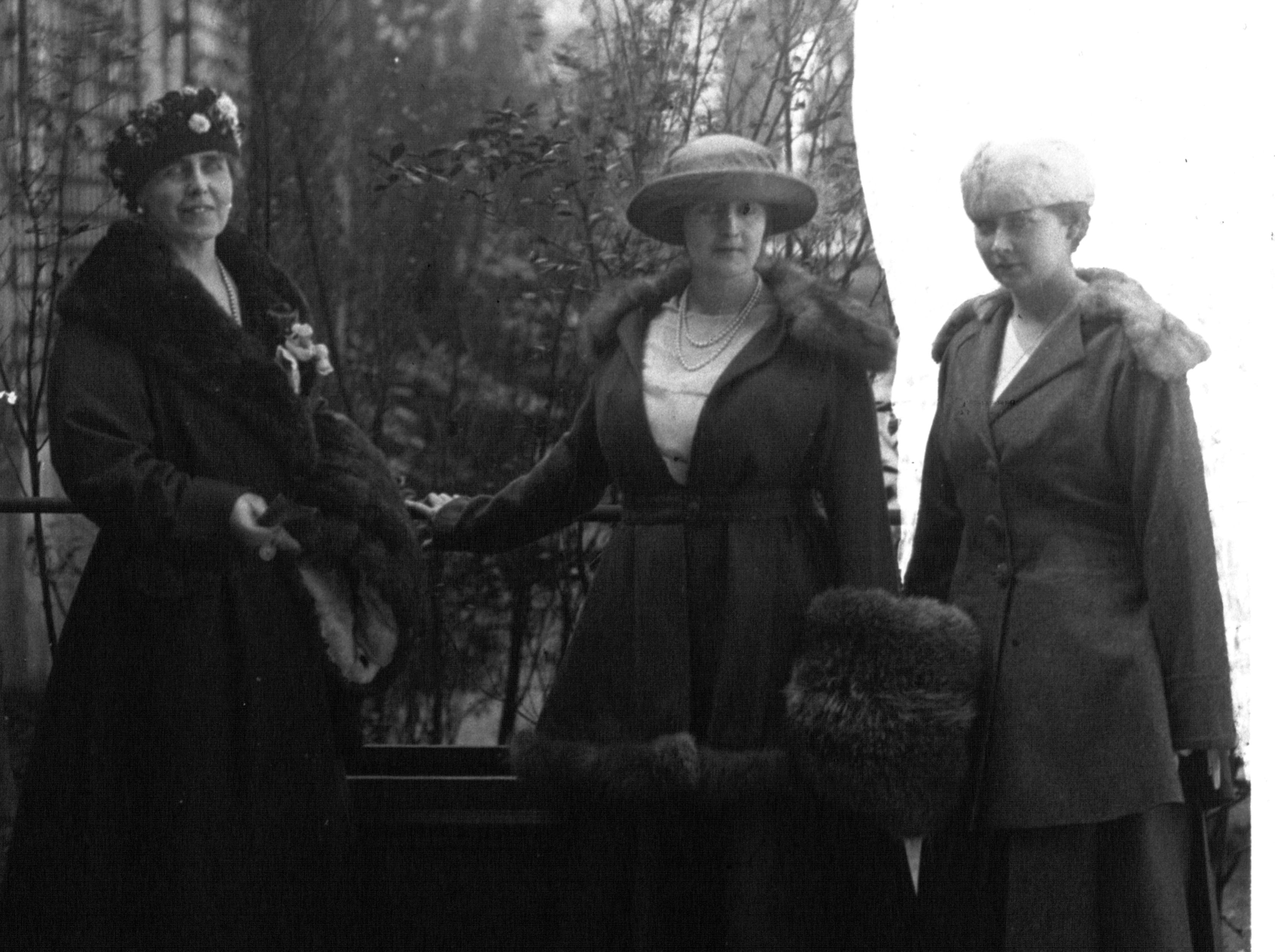
Мария со старшими дочерьми в Париже, 1919

Мария прибыла в Париж 6 марта 1919 года вместе с дочерьми Елизаветой и Марией. Королева сразу стала популярна среди французского народа, благодаря своей смелости во время войны. Во время встречи с Марией Клемансо отрывисто сообщил ей: «мне не нравится ваш премьер-министр», на что королева ответила: «возможно, тогда вы найдете меня более приятной». Это действительно произошло, и президент Раймон Пуанкаре отмечал, что отношение Клемансо к Румынии изменилось после его встречи с Марией. В Париже Мария с дочерьми пробыла неделю, после чего приняла приглашение британской королевской четы, Георга V и Марии Текской, погостить у них в Букингемском дворце. В надежде приобрести как можно больше полезных для Румынии связей, Мария познакомилась со многими важными политическими деятелями того времени, включая маркиза Керзона, Уинстона Черчилля и Уолдорфа и Нэнси Астор. Кроме того, Мария смогла несколько раз навестить своего второго сына Никки, в тот момент обучавшегося в Итонском колледже. Мария была рада вернуться в Англию после стольких лет и писала, что испытывала «огромное волнение, когда прибыла в Лондон и была встречена на станции Джорджем и Мей».
После окончания своего визита в Англию Мария вернулась в Париж, где люди были так же взволнованы её прибытием, как и несколько недель назад. Вокруг неё часто собирались толпы, ожидая увидеть «экзотическую» королеву Румынии. Тем не менее, американский президент Вудро Вильсон остался не впечатлён Марией, а её комментарии касательно российских законов о сексуальных отношениях, считавшихся неуместными, посчитал и вовсе бесполезными. Мария шокировала многих политиков, отмахиваясь от своих министров и ведя переговоры сама; позднее она так прокомментировала свои действия: «Не имеет значения, вы все просто должны привыкнуть принимать меня со всеми недостатками и достоинствами». Мария уезжала из Парижа с многочисленными поставками помощи для Румынии, а позже в том же году по результатам конференции получила международное признание Великая Румыния, что увеличило королевство Фердинанда и Марии до 295 тысяч квадратных километров (114 тысяч квадратных миль) и численность населения на десять миллионов человек. Великая княгиня Мария Павловна, некоторое время гостившая в Бухаресте, говорила: «благодаря своему очарованию, красоте и остроумию Мария могла получить всё, что хотела».

### Династические усилия

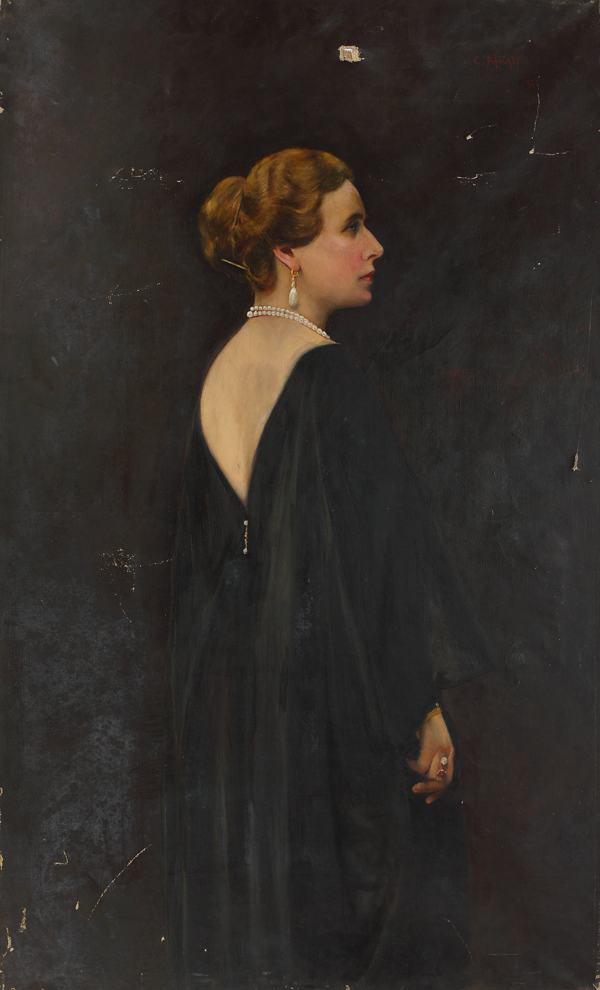
Королева Мария. Константин Паскали, начало 1920-х

В 1920 году старшая дочь Марии, принцесса Елизавета, была обручена с греческим принцем Георгом, старшим сыном свергнутого короля Греции Константина I и кузины Марии Софии Прусской. Пригласив Георга и двух его сестёр, Елену и Ирину, погостить в Синае, Мария организовала многочисленные мероприятия для молодой пары и была в восторге от перспективы брака дочери, чей характер считала испорченным. В октябре из Греции поступили сообщения о смерти короля Александра; греческие принцессы должны были вернуться к своим родителям как можно скорее. На следующий день из Цюриха пришла новость о смерти 24 октября 1920 года матери Марии, вдовствующей герцогини Марии Александровны. Мария подготовилась к отъезду в Швейцарию, где передала греческих принцесс их родителям и организовала похороны матери; Георг и Елизавета, между тем, оставались в Синае.
Вскоре кронпринц Кароль сделал предложение Елене Греческой, и они поженились в следующем году. Мария была в восторге, так как она не одобряла отношений Кароля с Зизи Ламбрино и беспокоилась из-за рождения у них внебрачного сына Кароля, которому, к большому облегчению королевы, была дана фамилия матери. В 1922 году вторая дочь Марии, также Мария, вышла замуж за короля Югославии Александра I Карагеоргиевича. Королева Мария присутствовала при рождении двух внуков: сына Кароля Михая в 1921 году и сына Марии Петра в 1923 году; рождение двух внуков, которым суждено было сидеть на европейских престолах, казалось, укрепило амбиции королевы. Критики рассматривали династические усилия Марии как действия манипулятивной матери, которая пожертвовала бы счастьем своих детей, чтобы реализовать свои амбиции; на самом же деле Мария никогда не заставляла никого из своих детей жениться.
В 1924 году Фердинанд и Мария совершили дипломатический тур по Франции, Швейцарии, Бельгии и Великобритании. В Англии её тепло приветствовал Георг V, который заявил, что «помимо общих целей, которые мы преследуем, между нами существуют другие, дорогие связи. Её величество королева, моя дорогая кузина, родилась в Великобритании». Аналогичным образом Мария писала, что день её приезда в Англию был «великим днём для меня, восторженным, сладким, счастливым и в то же время полным эмоций из-за того, что будучи королевой я смогла вернуться в свою страну, официально принятая, с честью и энтузиазмом в придачу, чувствуя как сердце переполняет гордость и удовлетворение, ощущая как бьётся сердце и слезы наполняют глаза, а в горле образует ком!». Все эти государственные визиты были символическим признанием престижа, который Румыния получила после Первой мировой войны. Посещая Женеву, Мария и Фердинанд стали первыми королём и королевой, которые вошли в недавно созданную штаб-квартиру Лиги Наций.

### Коронация в Алба-Юлии

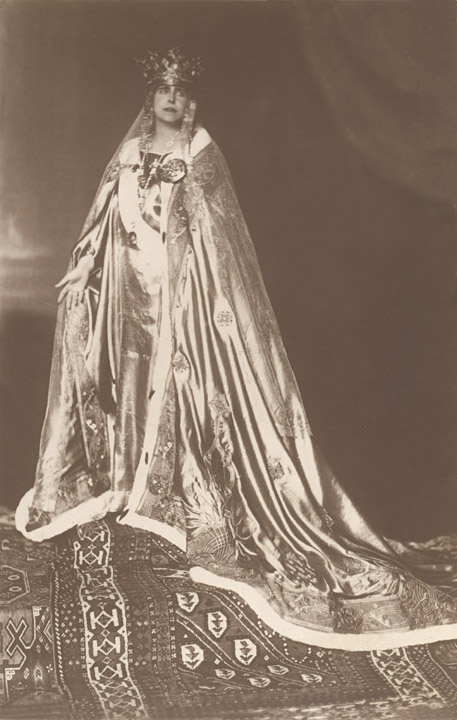
Коронационный портрет Марии

Местом коронации Фердинанда I и Марии был выбран древний город Алба-Юлия — важная средневековая крепость, в которой в 1599 году был провозглашён воеводой Трансильвании Михай Храбрый, впервые объединивший Валахию и Трансильванию. В 1921—1922 годах специально для коронации румынской четы был построен православный собор Коронации. Также специально для коронации были созданы сложные наборы украшений и одежды для монархов. Для Марии парижским ювелирным домом Falize по эскизу Костина Петреску была изготовлена корона в стиле модерн; дизайн короны был вдохновлён художественными изображениями короны Милицы Сербской, жены господаря Валахии Нягое I Басараба, правившего в XVI веке, а само изделие полностью состояло из трансильванского золота. По бокам короны располагалось две подвески: одна изображала королевский герб Румынии, другая — герб герцога Эдинбургского, которым Мария пользовалась до брака. Корона, которая стоила около 65 тысяч франков, специальным указом была оплачена из государственных средств.

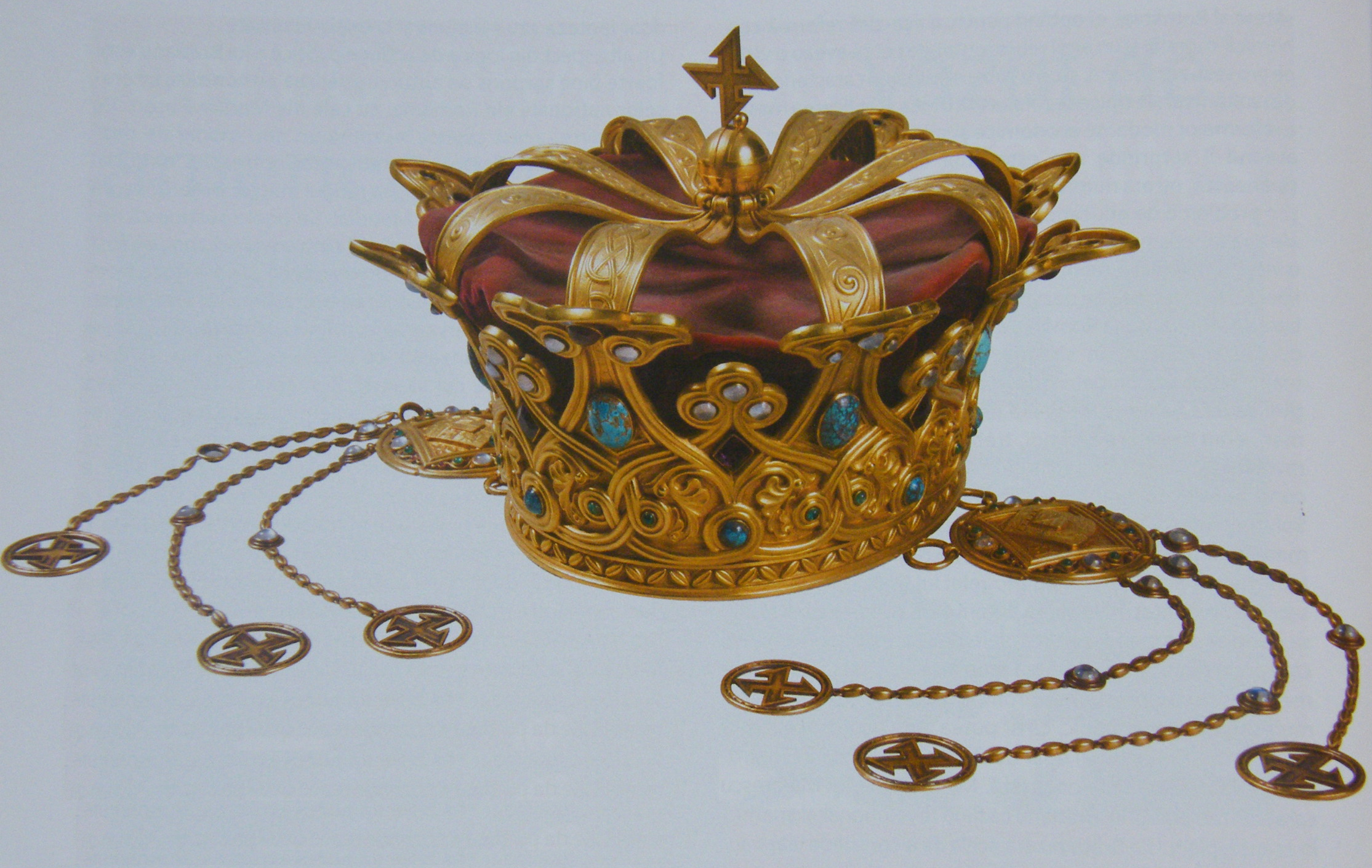
Корона королевы Марии Эдинбургской

Среди гостей на коронации Марии и Фердинанда присутствовали младшая сестра королевы Беатриса, герцог Йоркский и французские генералы Максим Вейган и Анри Бертло. Церемонию провёл Патриарх Румынский Мирон, однако коронация шла за пределами собора, поскольку Фердинанд I был католиком и отказался короноваться по православному обряду. Возложив корону на свою голову, Фердинанд венчал Марию, которая преклонила перед ним колени. Сразу после этого пушечный залп возвестил о том, что первые король и королева Великой Румынии были помазаны на царство. Праздничный обед был дан в той же комнате, где был провозглашён союз в 1918 году. На следующий день Фердинанд и Мария триумфально въехали в Бухарест. Великолепие коронации впоследствии было названо свидетельством театральности Марии. В 1926 году Мария была принята в Румынскую православную церковь, когда выразила желание быть ближе к народу.

### Визит в США
Даже дождь и туман, которые затмевали далёкую Статую Свободы, не могли заглушить королевский приём, который ожидал королеву Марию Румынскую, когда она прибыла в Бэттери-парк этим утром.
Здание Художественного музея Мэрихилла в Вашингтоне изначально было спроектировано как особняк предпринимателя Сэмюэля Хилла, однако по настоянию Лои Фуллер недостроенное тогда здание было превращено в музей. Хилл пожелал, чтобы особняк был передан под музей в 1926 году; он рассчитывал, что музей станет памятником миру, его жене Марии и самой королеве Румынии Марии Эдинбургской, с которой был давно дружен. Мария согласилась приехать в Америку и стать свидетелем передачи здания. Фуллер быстро собрала комитет, который поддержал «тур» румынской королевы по Америке, после чего началась подготовка к отъезду Марии. Королева рассматривала тур как возможность «увидеть страну, познакомиться с народом и прославить Румынию». Мария пресекла Атлантику на корабле и высадилась в Нью-Йорке 18 октября 1926 года; в поездке королеву сопровождали младшие дети — Николай и Илеана.
Мария была восторженно встречена американским народом: со «свистом пароходов, рёвом пушек, белым дымом разгоняющих серый туман, звуком аплодисментов, перекрывающих шум дождя». Румынскую королеву официально приветствовал мэр Нью-Йорка Джимми Уокер. Констанс Лили Моррис, автор книги «В туре с королевой Марией», писала, что народ был взволнован приездом Марии главным образом из-за её почти мифического очарования, которое создавалось документами и слухами на протяжении всей её жизни; она заметила, что «скромная королева бельгийцев однажды приехала со своим королём для краткого визита, и несколько лет назад мрачный гавайский правитель почтил нас, но других не было. Время [для визита] было выбрано как нельзя лучше». Мария также была довольно популярна в суфражистских кругах, где её рассматривали как «женщину, чьё остроумие изобрело много coup d'état, чьи мозги придумали много решений проблем её народа, которая использовала подарки, преподнесённые ей, для благих целей».
Во время пребывания в США Мария, Николай и Илеана посетили несколько городов, включая Филадельфию. Они были так популярны и были встречены с таким энтузиазмом в каждом городе, в котором они побывали, что «[Николай и Илеана] казались довольно ошеломленными овациями». В Белом доме официальный ужин был отмечен неловкими моментами из-за угрюмости президента Калвина Кулиджа и его жены Грейс, из-за чего Мария пробыла на приёме у главы государства меньше двух часов. Перед отъездом из США Марии была подарена пуленепробиваемая бронированная машина Willys-Knight, которую румынская королева приняла с радостью. 24 ноября Мария с детьми встретилась с делегацией из Вашингтона, когда уже готовилась к отплытию из Нью-Йоркской бухты. Моррис писала, что «наш последний взгляд был направлен на Её величество и её детей по обе стороны, оглядывающихся с улыбками и слезами на глазах, покидающих счастливую сцену». Моррис сопровождала королеву на протяжении всего её путешествия и предоставила очень подробный отчёт о времени, проведённом Марией в Штатах, в своей книге, опубликованной в 1927 году.
Мария была в восторге от поездки и желала вернуться в Америку как можно скорее. Она писала в своём дневнике: «у меня и моих детей есть только одна мечта: вернуться! Вернуться в этот изумительный Новый мир, который делает вас почти легкомысленным из-за его безграничности, шума, стремительности, страшного стремления попасть туда, чтобы делать всё больше, всегда больше, быстрее, в более удивительный, беспокойный, пылающий большой мир, где, я думаю, всё можно реализовать… Я знаю, что пока живу, дышу и думаю, любовь к Америке скрасит мою жизнь и мысли… Возможно, Судьба позволит мне однажды вернуться в Америку».

## Вдовство

### В правление внука

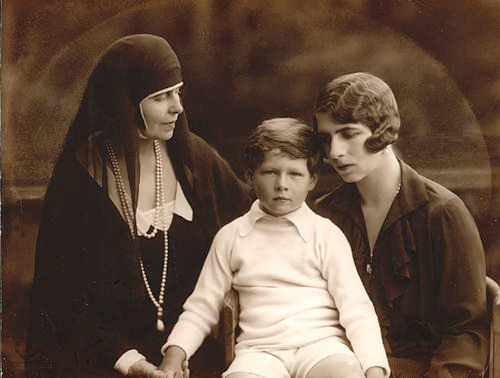
Вдовствующая королева Мария с внуком-королём Михаем I и его матерью Еленой Греческой, между 1927 и 1930 годами

5 января 1926 года принц Кароль отказался от своих прав на престол и, одновременно с этим, отказался от всех своих родительских прав на сына Михая, который был назван наследником престола, что вызвало династический кризис в Румынии. Был принят «Предварительный акт о регентстве», создававший регентский совет в составе принца Николая, патриарха Румынского Мирона и председателя кассационного суда Георге Буздугана. Однако ни Мария, ни Фердинанд I не хотели оставлять страну в руках пятилетнего мальчика, даже под наблюдением регентов, опасаясь, что земли, завоёванные во время Первой мировой войны, будут возвращены соседними странами и что политический хаос приведёт к беспорядкам в обществе. Когда Мария вернулась из тура по Соединённым Штатам, Фердинанд был серьёзно болен: он страдал от рака кишечника, и к апрелю 1927 года был так близок к смерти, что прошёл последние обряды Католической церкви. Он умер 20 июля на руках у Марии. Позднее она написала: «я так устал — были его последние слова, и когда он лежал так тихо у меня на руках час спустя, я знала, что должна благодарить Бога за него, по крайней мере. Это был действительно отдых».
Внук Марии и Фердинанда, Михай, автоматически стал королём, а регентский совет взял на себя обязанности монарха. В мае 1928 года Кароль, который считал свою жизнь за границей с любовницей (дочерью аптекаря еврейского происхождения) Магдой Лупеску неудовлетворительной, попытался вернуться в Румынию с помощью виконта Ротемира, однако ему помешали британские власти, которые затем выслали его из страны. Разгневанная Мария отправила официальные извинения Георгу V от имени своего сына, который уже начал планировать государственный переворот. 21 июня 1928 года Кароль добился развода с женой, матерью короля Михая I Еленой, по причине несовместимости.
Популярность самой Марии сильно пострадала во время правления Михая I и, отказавшись быть частью регентского совета в 1929 году, она была обвинена прессой и даже принцессой Еленой в заговоре с целью государственного переворота. В это же время ходили многочисленные слухи о возможном браке младшей дочери Марии, принцессы Илеаны: после инсинуаций о том, что Илеана выйдет замуж за царя Болгарии или принца Астурийского, принцесса, в конце концов, в начале 1930-х годов была обручена с Александром Хохбергом, мелким немецким принцем. Однако помолвка продлилась недолго, и Марии так и не удалось заключить для младшей дочери политически выгодный брак: в 1931 году Илеана вышла замуж за герцога из Тосканской ветви династии Габсбургов Антона Австрийского.

### В правление сына

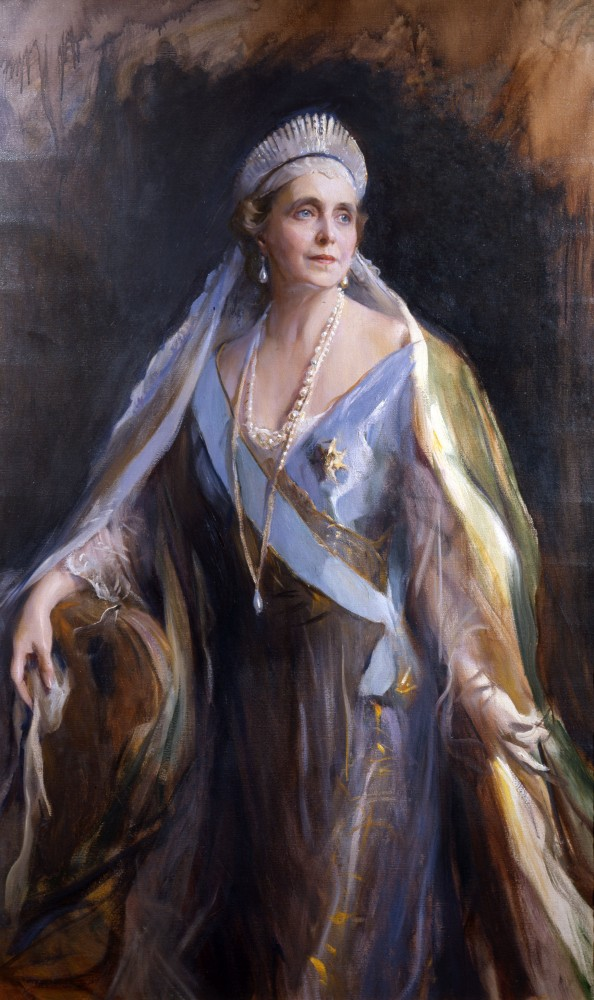
Портрет Марии кисти Филипа де Ласло, 1936

6 июня 1930 года Кароль прибыл в Бухарест и направился в парламент, где Акт о правопреемстве от 1927 года был должным образом объявлен недействительным; таким образом, Кароль сместил с трона сына и стал королём под именем Кароля II. Услышав о возвращении сына, Мария, пребывавшая за границей, смогла вдохнуть с облегчением. Она беспокоилась о том, в каком направлении движется страна, и рассматривала возвращение Кароля как возвращение блудного сына. Однако как только вдовствующая королева сама вернулась в Бухарест, ей стало известно, что дела идут не очень хорошо: Кароль II отказался принять рекомендацию матери вернуться к бывшей жене и никогда не искал совета Марии во время своего правления, таким образом, сделав уже существовавшее отчуждение между матерью и сыном полным.
Опустошённая и почти лишённая своей веры, Мария обратилась к религиозным учениям Бахаи, которые она сочла «чрезвычайно привлекательными». Особенно её привлекла идея объединения человечества под единой верой, на что, вероятно, повлиял тот факт, что собственная семья Марии была религиозно разделена. Ознакомленная с доктриной Мартой Рут, Мария вела переписку с Шоги Эффенди, тогдашним главой веры, в которой она назвала себя последовательницей учения Бахаи; она также сделала несколько публичных заявлений, пропагандирующих учение Бахауллы, описывая его как пророка, схожего с Иисусом или Мухаммедом. Переписка Марии с Шоги Эффенди побудила бахаистов считать вдовствующую румынскую королеву первым членом королевской семьи, обращённым в свою религию. Биограф Ханна Пакула отмечает, что Мария «продолжала посещать протестантскую церковь», хотя «лучше молилась дома с книгами и учениями Баха-у-ллы». В 1976 году Уильям Макэлви Миллер опубликовал полемическую книгу против религии Бахаи, в которую была включена выдержка из письма младшей дочери Марии, Илеаны, написанного в 1970 году, в котором та отрицала, что такое обращение матери имело место.
В 1931 году принц Николай, второй сын Марии, сбежал с разведённой Иоанной Димитреску-Долетти. Мария категорически не одобряла действий своего сына и чувствовала себя обиженной неоднократными попытками Долетти удержать Николая от общения с матерью. Хотя некоторое время Мария винила в том, что происходит с её сыновьями, женщин, с которыми те связывали свои жизни, она поняла, что и сама была виновата в том, что не дала им должного воспитания. Мария упорно и постоянно отказывалась от встреч с Магдой Лупеску, с которой Кароль II продолжал отношения и после восшествия на престол, даже когда король практически умолял мать. До конца жизни Мария предпочитала не упоминать имени Лупеску.
Кароля II и его любовницу ненавидели по всей стране, и это был лишь вопрос времени, когда оппозиция проявит себя. Наиболее заметно проявили себя движение и одноимённая партия Железная гвардия, поддерживаемые Бенито Муссолини и Адольфом Гитлером. После того, как Кароль обратился за помощью к Иону Георге Дуке, Железная гвардия убила Дуку в декабре 1933 года. После смерти Дуки популярность Кароля резко упала, и даже ходили слухи, что его попытаются убить во время ежегодного парада независимости. Опасаясь за свою жизнь, Кароль II заставил мать присутствовать на параде, ставшим её последним публичным появлением.
После парада Кароль намеревался лишить мать популярности среди румынского народа и выжить её из страны. Мария не поддавалась на провокации и предпочитала оставаться в одной из двух своих резиденций: первой был замок Бран близ Брашова, подаренный ей благодарными жителями в 1920 году и обустраивавшийся на протяжении семи лет; второй — дворец «Тихое гнездо», построенный Марией в Балчике на побережье Чёрного моря, в дополнение к которому Мария разбила сад и построила часовню Stella Maris. Она также навещала Илеану и её детей в Австрии; сама Илеана редко получала разрешение от Кароля II посетить Румынию, что сильно раздражало Марию. Некоторое время вдовствующая королева провела в Белграде вместе с дочерью Марией и её семьёй. В 1934 году Мария посетила Великобританию, где встретилась с герцогиней Йоркской, которая очаровала вдовствующую королеву.

### Болезнь и смерть

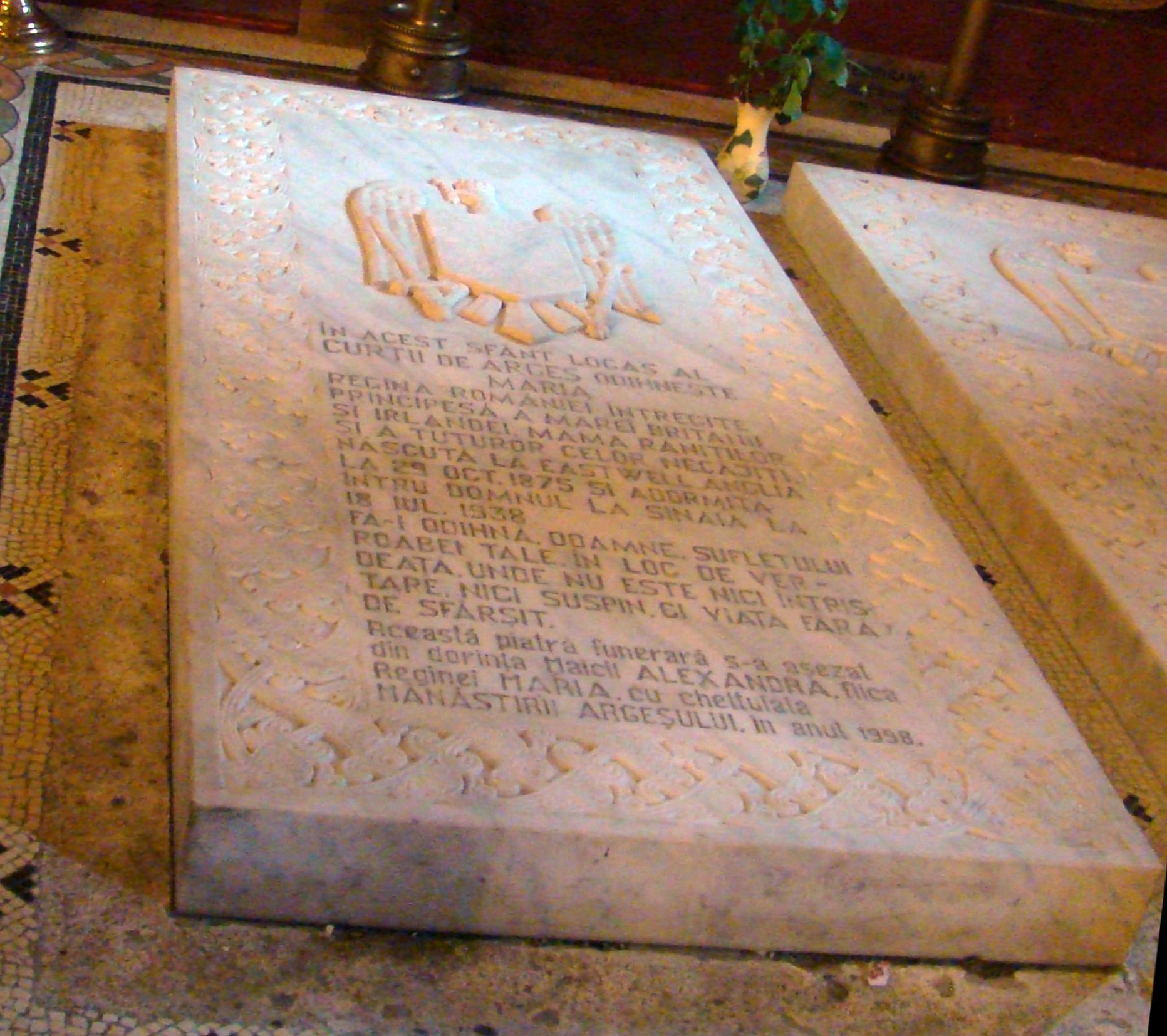
Могила Марии в Куртя-де-Арджеш

Летом 1937 года Мария была больна: её личный врач, доктор Кастеллани, определил, что у неё рак поджелудочной железы, хотя официальным диагнозом был назван цирроз печени. Мария, услышав новости, как сообщается, сказала: «тогда должен быть безалкогольный цирроз печени, потому что я никогда в жизни не пробовала алкоголь». Ей назначили диету из холодных продуктов, инъекции и постельный режим. Мария настолько ослабла, что не могла даже поднять ручку. В феврале 1938 года Марию отправили в санаторий в Италии в надежде, что она сможет выздороветь. В Италии её навестили Николай и его жена, которым Мария в конце концов простила их неравный брак. Среди других визитёров были бывшая невестка вдовствующей королевы Елена и давний друг Марии Уолдорф Астор. Улучшение не наступало, и вдовствующую королеву решено было перевезти в санаторий в Дрездене. Становясь все слабее и слабее, Мария попросила вернуть её в Румынию, чтобы там она могла спокойно умереть. Кароль II отказал матери в переправке самолётом, а сама Мария отказалась от медицинского рейса, предложенного Гитлером, вместо этого решив вернуться в Румынию поездом. В Румынии Марию доставили в замок Пелишор, некогда подаренный ей и Фердинанду Каролем I и ставший последним пристанищем королевы.
Мария умерла 18 июля 1938 года в 17:38 часов, через восемь минут после того, как впала в кому. Перед смертью Мария успела проститься со старшими детьми Каролем и Елизаветой и внуком Михаем. Через два дня, 20 июля, тело Марии было доставлено в Бухарест, где выставлено для прощания в Белой гостиной дворца Котрочень. Её гроб был окружён цветами и горящими свечами и охранялся офицерами четвёртого гусарского полка. За три дня прощания к гробу вдовствующей королевы пришли тысячи людей, а на третий день дворец был открыт для фабричных рабочих. Похоронный кортеж отправился к вокзалу через Триумфальную арку, на которой были помещены эффигии Марии и Фердинанда I. Гроб с телом Марии был доставлен поездом в Куртя-де-Арджеш, где находилась усыпальница румынских королей, и там захоронен. Сердце королевы, согласно её собственному желанию, было помещено в маленький золотой ларец, украшенный эмблемами румынских провинций, и погребено в часовне Stella Maris в Балчике. В 1940 году, когда Южная Добруджа по мирному договору отошла Болгарии, сердце Марии перенесли в замок Бран. Там Илеана построила часовню, чтобы разместить сердце, хранящееся в двух вложенных ящиках, помещённых внутрь мраморного саркофага; в следующем году по просьбе Илеаны в часовне рядом с сердцем матери было перезахоронено тело младшего сына Марии, Мирчи, умершего в 1916 году.
Мария стала последней королевой Румынии, поскольку принцесса Елена была удостоена только титула королевы-матери между 1940 и 1947 годами. Мария также была одной из пяти коронованных внучек королевы Виктории и одной из трёх, сохранивших своё положение после окончания Первой мировой войны.

## Наследие

Эффигия Марии на Триумфальной арке в Бухаресте

### Литературное наследие
Согласно данным одного из биографов королевы, Дианы Мандаш, за свою жизнь Мария опубликовала 34 книги на румынском и английском языках. В число этих книг вошла критически встреченная автобиография румынской королевы «История моей жизни», опубликованная в трёх томах в Лондоне издательством Касселя. Книга прошла рецензирование Вирджинией Вульф, которая чувствовала, что работа слишком близко знакомит читателя с королевской семьёй. Она считала, что автобиография Марии слишком откровенна, а это может повредить репутации королевской семьи у её подданных; Вулф писала: «Нужно помнить, что слова опасны. Республику может породить одно стихотворение».
Начиная с 1918 года и почти до самой смерти Мария вела личный дневник, первый том которого был опубликован в 1996 году.

### Публичный образ

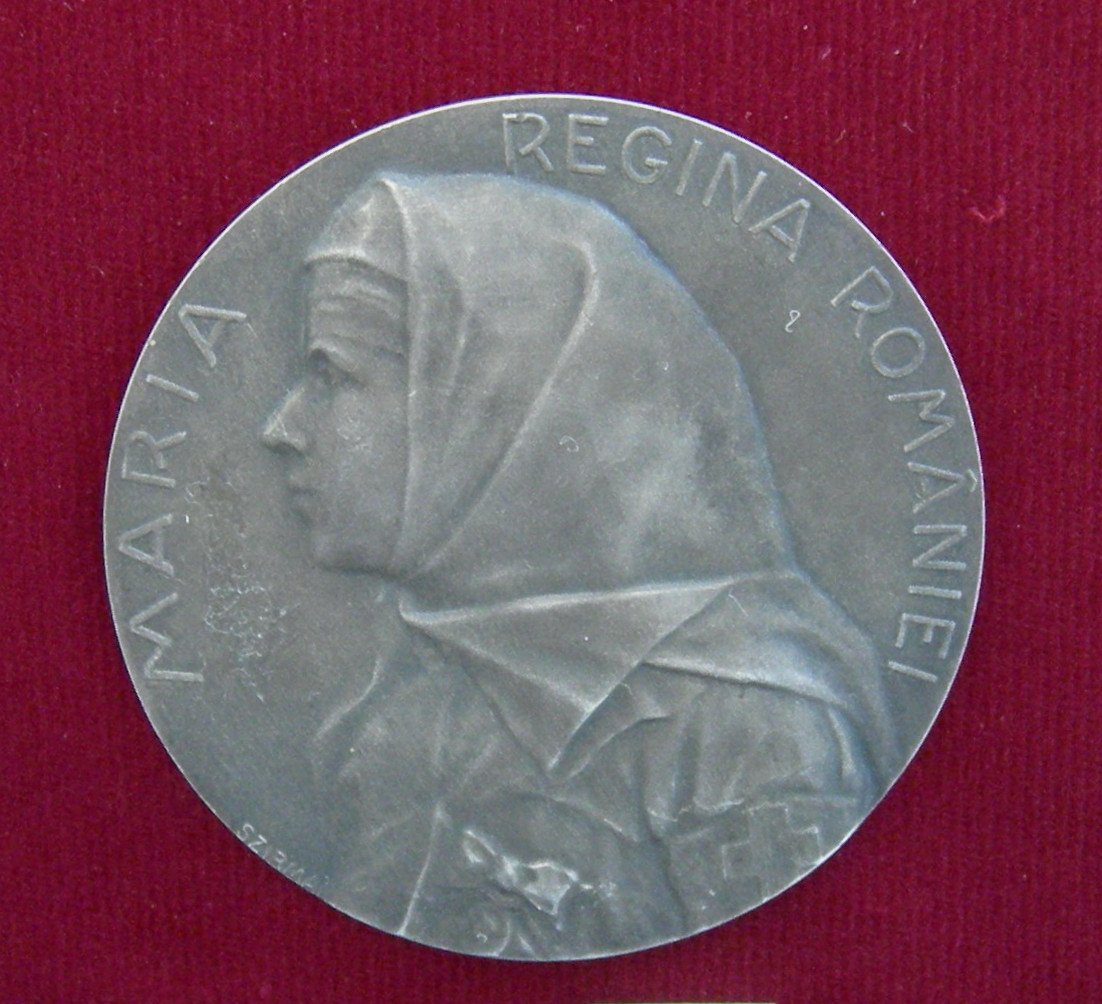
Медаль с изображением Марии

Ещё до восшествия на престол Марии удалось создать имидж «одной из самых красивых и богатых принцесс Европы»; она была известна своими талантами в верховой езде, литературе, живописи, скульптуре и танцах, а также своей красотой. Её популярность была омрачена двумя клеветническими кампаниями: проводившейся Центральными державами во время Первой мировой войны и коммунистической верхушкой после превращения Румынии в Социалистическую республику в 1947 году.
В течение 42 лет коммунистического правления в Румынии Мария поочерёдно изображалась либо «агентом английского капитализма», либо преданной патриоткой, которая считала, что её судьба переплетена с судьбой Румынии. В 1949 была опубликована книга Adevărata istorie a unei monarhii («Непридуманная история монархии»), автор которой Александр Гырняцэ, сообщает об оргиях, которые якобы устраивала Мария в Котрочени и Балчиче и утверждает, что, по сути, цирроз у королевы был вызван запоями: Гырняцэ даже описывает случай, когда пьяной Марии потребовалась помощь её собутыльников, чтобы спуститься с яхты. Предполагаемые внебрачные отношения Марии были выдвинуты в качестве доказательства распущенности, которая противоречила коммунистическим ценностям. В 1968 году коммунистические чиновники вандализировали часовню, в которой покоилось сердце Марии, открыв саркофаг и перенеся сердце в замок Бран. В 1971 году ларец и его содержимое были переданы в Национальный музей истории Румынии в Бухаресте. Только в поздний период правления Николае Чаушеску, в последние годы перед Румынской революцией, заслуги Марии перед страной стали признаваться.
В Румынии Мария известна по прозвищу Mama Răniților («Мать раненых») или просто как «королева Мария», в то время как в других странах её помнят как «Королеву-солдата» и «Королеву-маму». Марию также прозвали «тёщей Балкан», из-за браков её детей с представителями правящих домов региона: к моменту её смерти дети Марии правили в трёх из четырёх балканских стран, за исключением Болгарии, хотя в наши дни её потомки больше не занимают никакого европейского трона. Румынский политик межвоенной Румынии Константин Арджетояну назвал Марию «одной из величайших фигур в истории Румынии», а в память о ней в Румынии был учреждён Орден Креста королевы Марии.

### Личные вещи и драгоценности
До 2009 года многие личные вещи Марии были выставлены в замке Бран, одной из её последних резиденций, которая функционирует как музей. В тот год, когда замок был передан наследникам принцессы Илеаны, Министерство культуры перевезло коллекцию Марии в соседнее здание, Vama Medievală, которое также открыто для посетителей. В 2015 году шкатулка с сердцем королевы была помещена на постамент в покоях Пелишора, где умерла Мария; экспозиция также доступна для публики.
В Художественном музее Мэрихилла действует постоянная выставка «Мария, Королева Румынии». Среди других экспонатов здесь представлены копия коронационного платья королевы, копия короны, столовые приборы, позолоченная мебель и ювелирные изделия, принадлежавшие королеве.
Сапфир «Королева Мария» был назван из-за его связи с Марией Эдинбургской. Изначально в 1913 году камень, весом 478 карат, был вставлен в колье от Cartier. В 1919 году он был вставлен в бриллиантовое колье, а в 1921 году король Фердинанд приобрёл его для Марии; камень обошёлся Фердинанду в 1 375 000 франков, которые должны были быть выплачены четырьмя частями до 1924 года. В то время крупные украшения не вызывали у Марии интереса; она предпочитала носить греческий крест или, когда она посещала Парижскую оперу, жемчуг. Однако сапфировый сотуар (ювелирная цепочка) был идеальным дополнением к сапфировой тиаре, которая до покупки Марией принадлежала великой княгине Марии Павловне. Мария надевала комплект из сотуара и тиары на коронационные приёмы, в них она изображена на портрете кисти Филипа де Ласло. Во время своего визита в Соединённые Штаты, когда она председательствовала на балу в Нью-Йоркском Ритц-Карлтоне, один наблюдатель заметил: на ней «была тяжелая цепь алмазов, разбитая с интервалами квадратами массивного дизайна. На этой цепи был подвешен невероятный сапфир в форме яйца, один из самых больших, как говорят, в мире».

### Памятники
Молдавский скульптор Вячеслав Жиглицкий установил в Кишинёве памятник королеве Румынии Марии (2025).

## Потомство
В браке Мария родила шестерых детей:
- Кароль (15 октября 1893 — 4 апреля 1953) — с юности был известен эксцентричным поведением и скандальным образом жизни. В 1918—1919 годах был женат на простолюдинке Зизи Ламбрино[англ.], от которой у него был сын Кароль Ламбрино. В 1921 году женился на принцессе Елене Греческой и Датской[124], от которой также имел сына Михая; супруги развелись в 1928 году. Кароль отказался от прав на престол в январе 1926 года, но после смерти отца в 1930 году вернулся в Румынию, сместил 8-летнего сына Михая I и вступил на престол. В 1938 году установил диктатуру, запретил политические партии и профсоюзы. Придерживался пробританской ориентации; лишившись британской поддержки, был вынужден признать Венский арбитраж 1940 года и присоединение Бессарабии к СССР, вскоре после чего был смещён с трона и покинул страну. В 1947 году женился на своей давней любовнице Магде Лупеску[англ.]. Умер и был похоронен в Португалии.
- Елизавета (12 октября 1894 — 14 ноября 1956) — в 1921 году вышла замуж за греческого престолонаследника Георга, пребывала на троне вместе с супругом в период с 1922 по 1923 год, после чего вместе с ним отправилась в изгнание. Супруги развелись в 1935 году. В ноябре того же года Елизавета вернулась в Румынию, где проживала до Второй мировой войны, после чего проживала в Цюрихе и Каннах. Имела многочисленные романы, одним из которых была связь с Фрэнком Рэттиганом — отцом знаменитого драматурга Теренса Рэттигана.
- Мария (6 января 1900 — 22 июня 1961) — в 1922 году вышла замуж за короля сербов, словенцев и хорватов, впоследствии короля Югославии Александра I Карагеоргиевича, от которого родила троих сыновей. После убийства мужа была регентшей при несовершеннолетнем сыне Петре II Карагеоргиевиче. С 1945 года, после провозглашения Югославии Социалистической Республикой и изгнания короля, жила в Лондоне, где и умерла.
- Николай (18 августа 1903 — 19 июня 1978) — с 1927 года был главой регентского совета при малолетнем племяннике Михае I и предполагаемым наследником престола. В 1931 году женился на Иоанне Димитреску-Долетти; под предлогом того, что на брак члена королевской семьи не было испрошено согласия короля, Николай был лишён своих королевских титулов и вынужден был уехать из Румынии. В 1933 и 1935 годах он принимал участие в гонке 24 часа Ле-Мана на собственном автомобиле марки Duesenberg. В 1967 году, после смерти супруги, женился второй раз на Терезе Лисбоа Фегейра де Мелло. Детей ни в одном из браков не имел. Умер в Мадриде.
- Илеана (5 января 1909 — 21 января 1991) — в 1931 году вышла замуж за Антона, эрцгерцога Австрийского и принца Тосканы, от которого родила шестерых детей; брак был заключён под давлением Кароля II, которому не нравилась чрезмерная популярность Илеаны в Румынии. После свадьбы Илеана с супругом была вынуждена покинуть Румынию. Во время Второй мировой войны Илеана организовала госпиталь для раненых румынских солдат в замке Соннебург. В 1944 году с детьми вернулась в Румынию, где позднее был помещён под домашний арест её муж. После изгнания королевской династии Илеана с семьёй бежала  в Швейцарию, Аргентину и в 1950 году окончательно осела в США. В 1954 году Илеана развелась с мужем и в том же году вышла замуж за американского врача румынского происхождения Стефана Николая Иссареску. Второй брак также окончился разводом в 1965 году. В 1961 году ушла в монастырь в Бюсси, Франция. По возвращении в США основала православный монастырь в Пенсильвании, где оставалась до своей смерти.
- Мирча (3 января 1913 — 2 ноября 1916) — умер от брюшного тифа в возрасте трёх лет[99].

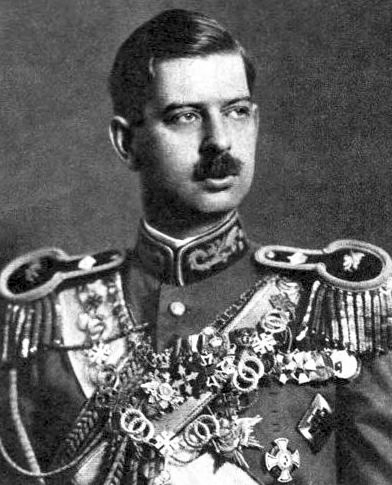
Кароль II
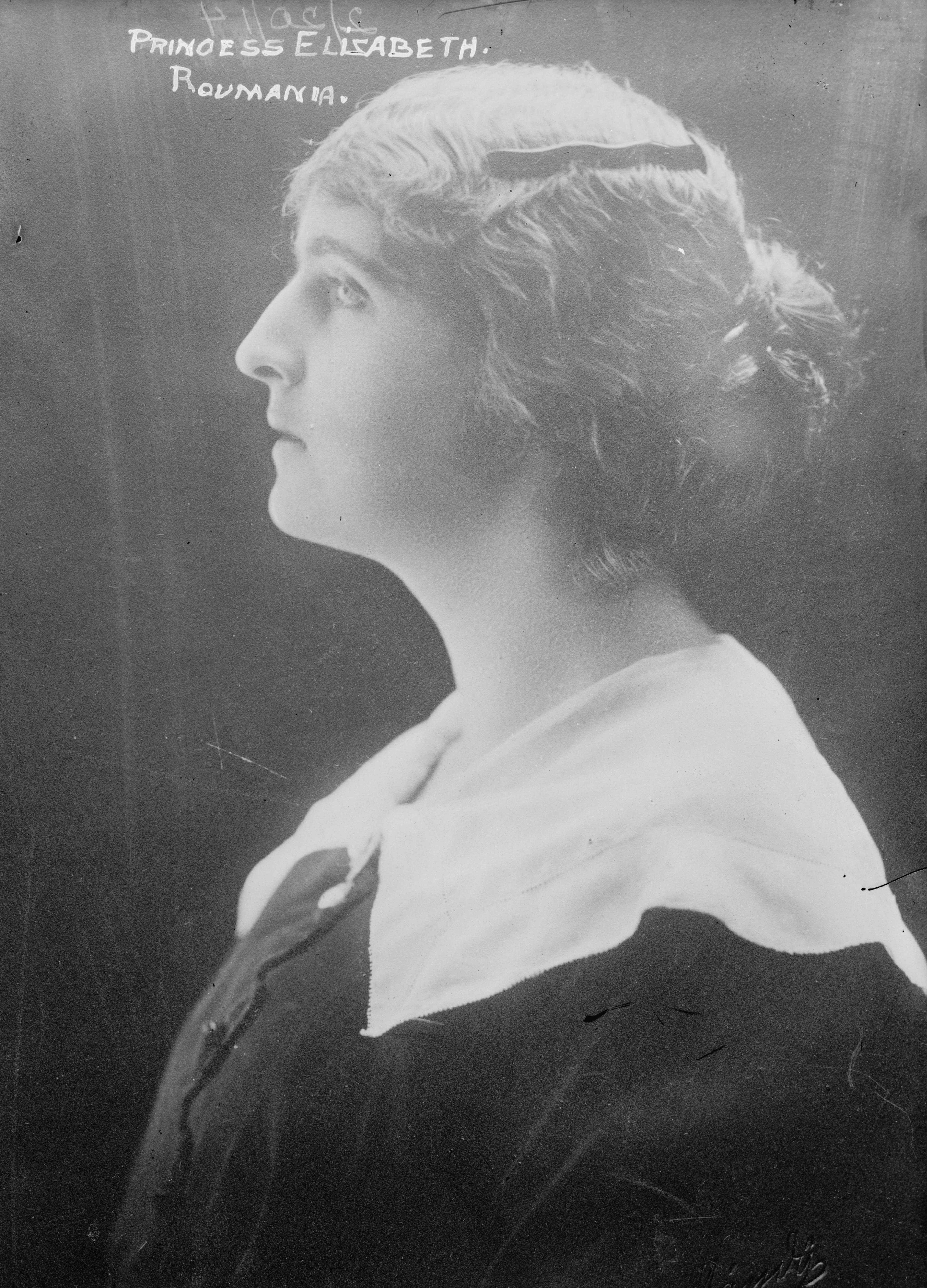
Елизавета
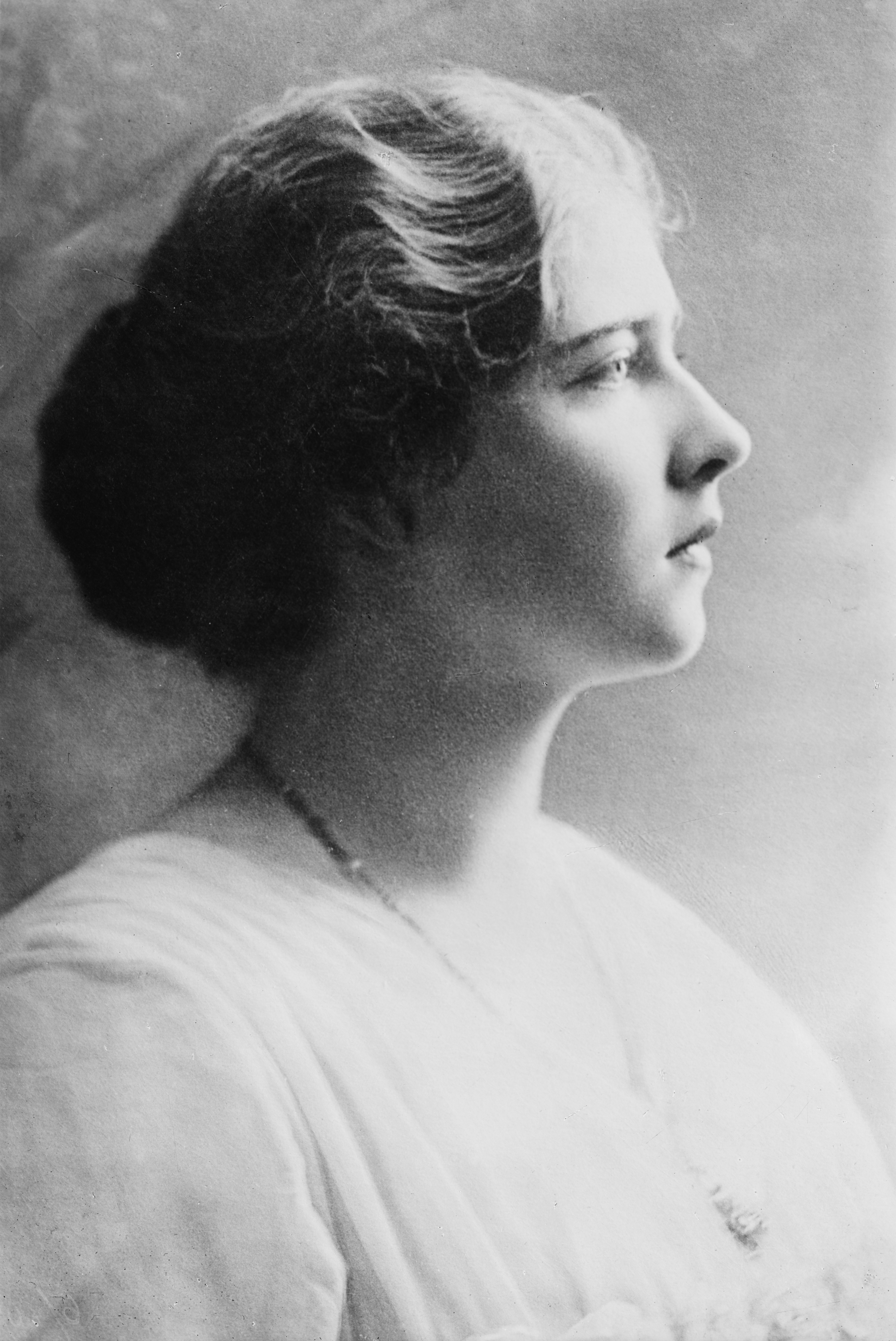
Мария
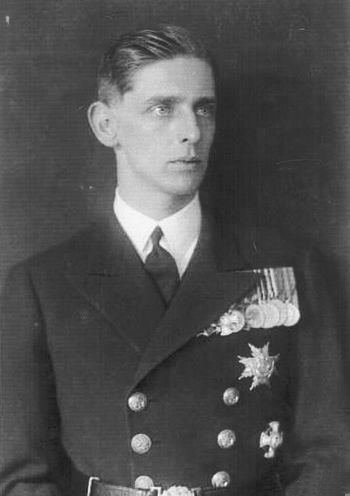
Николай
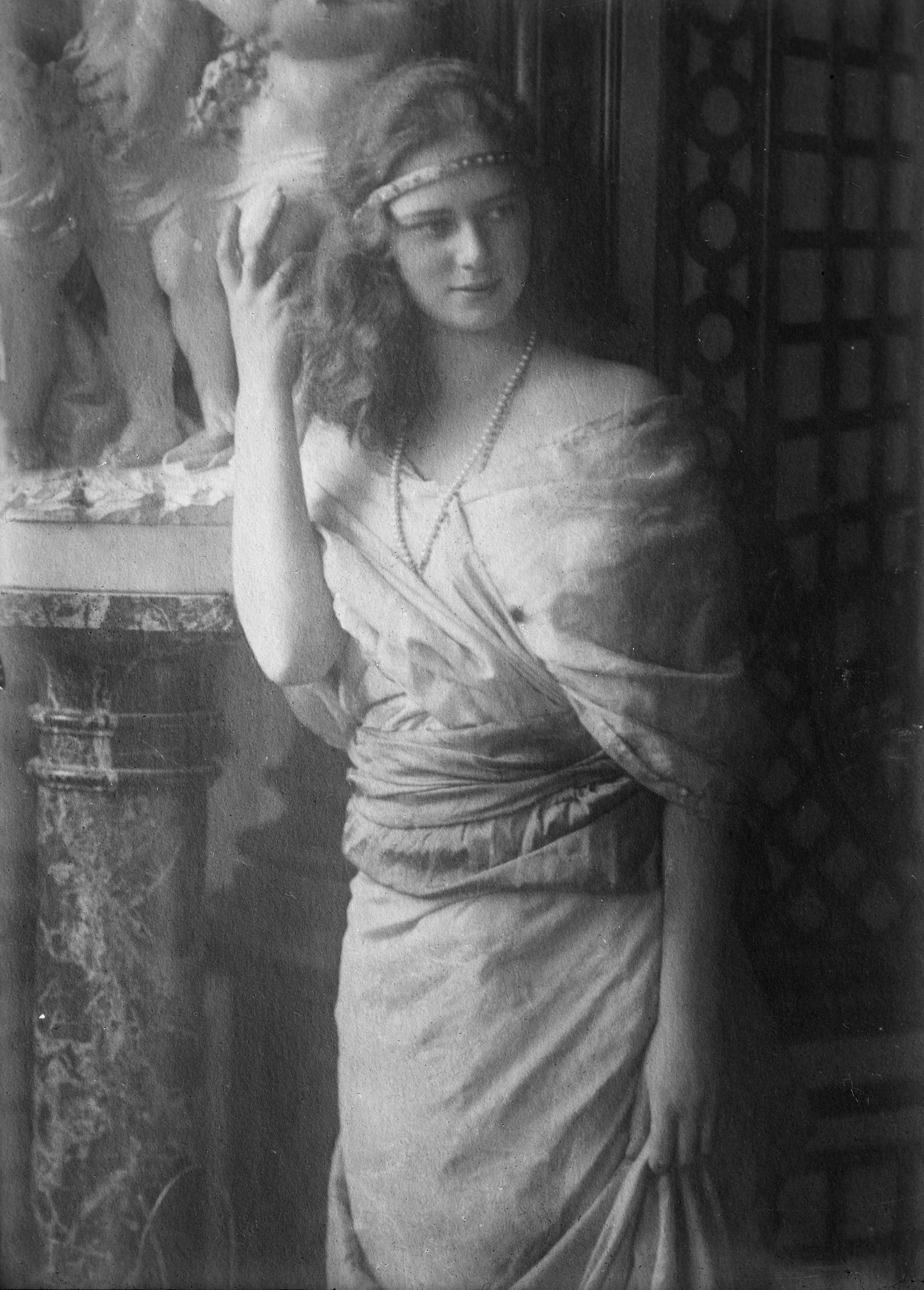
Илеана
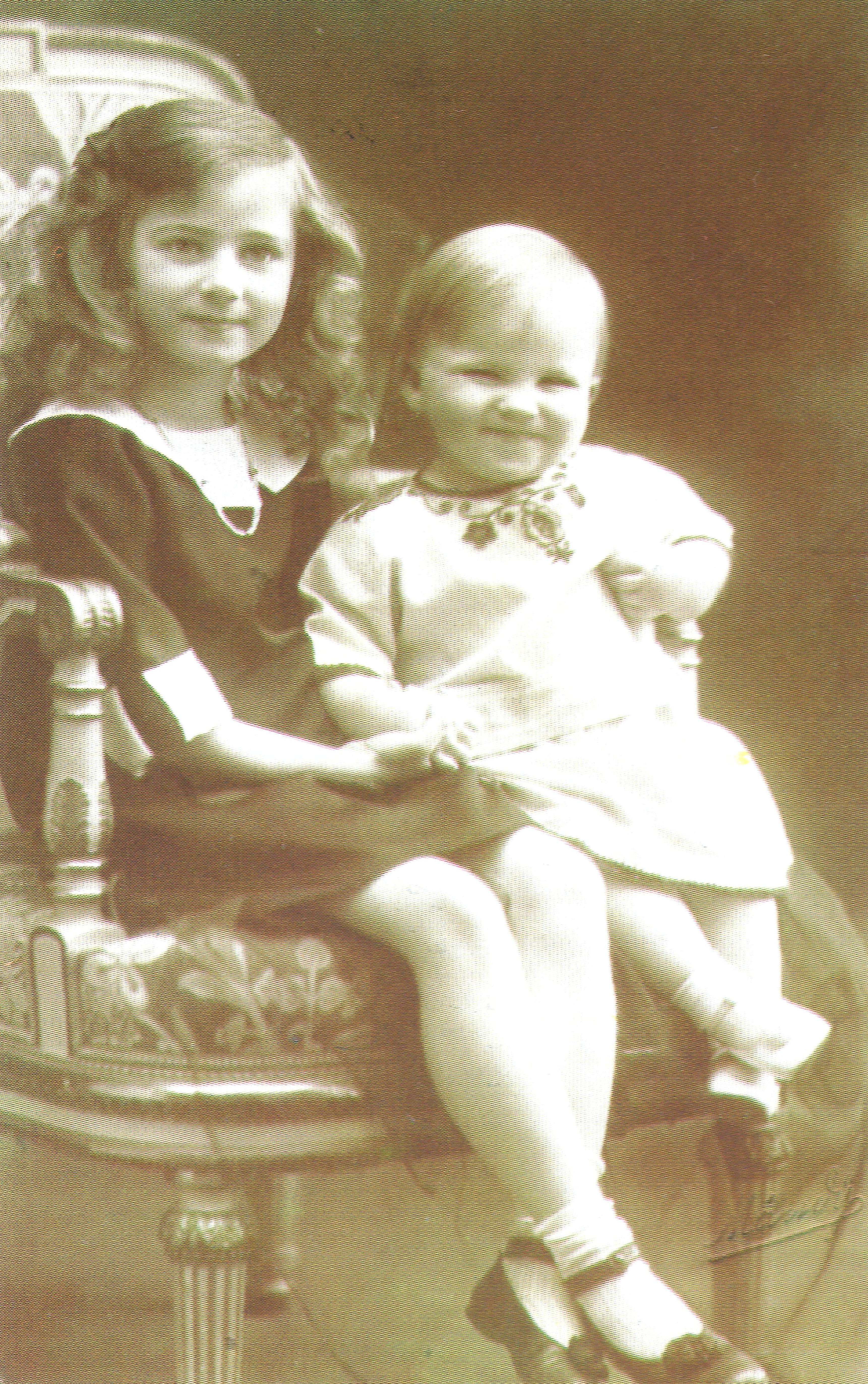
Мирча на руках у Илеаны

## Награды, генеалогия и герб

### Награды
Мария была удостоена следующих государственных и иностранных наград:
- Большой крест ордена Короны Румынии[182]
- Большой крест ордена Почётного легиона (Франция)[183]
- Воинская медаль (Франция)[184]
- Дама ордена Короны Италии[185]
- Дама ордена Индийской короны[186]
- Член Королевского Красного Креста Великобритании
- Кавалерственная дама Королевского ордена Виктории и Альберта I класса (Великобритания)[186]
- Дама Большого креста ордена Святого Иоанна (Великобритания)[186]
- Дама Большого креста ордена Королевы Марии Луизы (Испания)[187]
- Георгиевская медаль 4-й степени (№ 247 830). Пожалована 3 октября 1916 года Николаем II за открытие в Бухарестском дворце госпиталя для раненых румын, русских и сербов и работу в нем под обстрелом цеппелинов и аэропланов[188].

### Герб

Герб Марии в бытность её принцессой Великобритании

Будучи внучкой британского монарха по мужской линии, Мария получила право пользования королевским гербом с добавлением герба Саксонии (щит, девятикратно пересечённый на чернь и золото, поверх щита правая перевязь в виде рутовой короны), представлявшего деда принцессы — принца Альберта.
Щитодержатели обременены титлом (турнирным воротничком) как в щите: на зелёной лужайке золотой, вооружённый червленью и коронованный золотой короной леопард [восстающий лев настороже] и серебряный, вооружённый золотом единорог, увенчанный наподобие ошейника золотой короной, с прикреплённой к ней цепью.
Дамский (ромбический) щит, увенчанный короной, соответствующей достоинству внуков монарха по мужской линии. Щит был обременён серебряным титлом с пятью зубцами: на крайних зубцах — лазоревый якорь, на внутренних зубцах — червлёная с серебряной сердцевиной и зелёными листьями роза, на среднем зубце — прямой червлёный крест. Щит четверочастный: в первой и четвёртой частях — в червлёном поле три золотых вооружённых лазурью леопарда (идущих льва настороже), один над другим [Англия]; во второй части — в золотом поле червлёный, вооружённый лазурью лев, окружённый двойной процветшей и противопроцветшей внутренней каймой [Шотландия]; в третьей части — в лазоревом поле золотая с серебряными струнами арфа [Ирландия]).

## Комментарии
1. ↑  Также Мария Александра Виктория Саксен-Кобург-Готская и Мария Александра Виктория Великобританская.
2. ↑  По слухам, Борис был «родным отцом Миньон»; отцовство принцессы являлось, по общему мнению, «общественной тайной»[76], и Мария, также по слухам, часто издевалась над королём Каролем, рассказывая ему, что Борис на самом деле отец Миньон[77].
3. ↑  По слухам, Астор был отцом принца Николая, второго сына Марии, чьи голубые глаза и «ястребиный нос» напоминали характерные для Асторов черты[78]. С возрастом Николай стал всё больше походить на Гогенцоллернов, и все сомнения в отцовстве Фердинанда отпали сами собой, подавив тем самым предшествующие сплетни[79].
4. ↑  По слухам, Штирбей был отцом принца Мирчи, младшего сына Марии. Мирча имел тёмно-карие глаза, такие же, как и Штирбей, в то время как Фердинанд, Мария и другие их дети все были голубоглазыми[80]. С одной стороны, голубые глаза имеют рецессивный принцип наследования, что означает, что люди с голубым цветом глаз не могут иметь детей с карими глазами[81]. С другой стороны, исследования показывают, что у двоих голубоглазых родителей могут родиться кареглазые дети[82].
5. ↑  Касательно того, в каком состоянии Марию доставили в замок, существуют разные версии: согласно официальным сообщениям, в соответствии с культом личности Кароля II, Мария была ещё жива, достигнув замка; тем не менее, возможно, что на самом деле бывшая королева умерла в поезде в районе Бакэу; в то время же, ходили слухи, что Кароль пытался застрелить брата, но Мария бросилась перед Николаем, и пуля попала в неё[158].
6. ↑  Четырьмя другими были: София, королева Греции, Алиса, императрица Российской империи, Мод, королева Норвегии, и Эна, королева Испании.
7. ↑  Двумя другими были Мод, королева Норвегии, и Эна, королева Испании.